# 和之國
和之國（日语：／ Wano Kuni），是尾田榮一郎的動漫作品ONE PIECE中虛構的島嶼。

## 創作概念
和之國的文化、飲食、官吏制度、建築、衣著、人物姓名、特殊動物等大半參考自日本的傳統和流行文化、民間與童話傳說、神話的設定，國境登場的動物與特定場景採用日本浮世繪畫風的型態呈現，其中魯夫等人抵達和之國前遭遇風浪的情景取材自浮世繪畫家葛飾北齋的畫作神奈川沖浪裏。
劇裡亦引用日本歷史自江戶時代實施鎖國政策的典故，作為該國的政治設定。因為古代日本不許平民穿著鮮豔，只能穿茶色、老鼠色；人民不服氣而發展出這些鮮豔顏色。故作者在作畫時特意用更鮮艷的色彩來呈現和之國的風貌。
和之國篇的劇裡，亦有取材自日本民間傳說設定裡的物品、橋段、場景登場。

## 島嶼概要
和之國位於新世界，為充滿日式風情的國度，為主角草帽海賊團航行於新世界裡的第三個非世界政府加盟國，原為百獸海賊團主要領地，後來在「百獸」海道垮台後由草帽海賊團接管。
國境裡的「光月一族」是和之國的前代統治者暨唯一傳承歷史本文讀寫之法的傳人，和佐烏的純毛族為世交關係。直至20多年前改朝換代，由黑炭大蛇篡位繼任將軍成為該國的最高統治者，且讓四皇「百獸」海道帶領百獸海賊團進駐和之國，與黑炭大蛇聯手迫害光月一族，共謀推翻他們的掌權，導致歷史本文讀寫之法在最後一代習得的傳人光月御田殞命而失傳，多處地區遭受海道勢力的破壞。加上「百獸」海道的百獸海賊團駐紮於此設立武器工廠和採掘場，所排放的廢棄物汙染部分地區的土壤和河水，連帶讓受汙染地區作物病變和國民的健康惡化。有鑑於嚴重的汙染問題，海道、領導層和較高層的貴族官員特地在未受汙染的地區，圈地規劃專用的無公害農園生產糧食。多數官吏也成為海道的眼線。
過去數百年前，被稱為「黃金之國」。「海樓石」的原產地，也只有該處才擁有能把「海樓石」加工成釘子大小的工匠。和之國篇裡，因為草帽海賊團、光月一族、毛皮族、哈特海賊團、基德海賊團、海軍臥底X·德雷克、部分白鬍子海賊團的倖存成員和暗中支持光月一族的國民的活躍，造成海道和黑炭大蛇的政權勢力倒台，由光月御田的兒子光月桃之助取代大蛇成為繼任和之國將軍，著手改革和之國。

### 地理
和之國境外的靠海地區是樹林與海灘，被一圈伴有巨型瀑布、地勢陡峭的高山圍繞成天然屏障的W型高地，高度不輸佐烏。外圍山下的海域氣候全年處於極端兇險狀態，加上難以預測的風向和複雜的海流變化，即使入境者逆流登瀑而上也会被遭遇他人空袭的船队覆灭危险，是一座天然要塞。即便富經驗的航海者亦不敢貿然航行至此處。只有兩種方法能進入和之國，其一需要依靠錦鯉牽引才能爬上瀑布進入內海；其二是通過橫穿外圍瀑布中的洞穴進入，洞窟的終點就是「潛港」，從潛港再通過吊纜將船員和貨物拉到地面，穿過洞穴到達地面就是「白舞」的土地，但是一定要有黑炭大蛇或海道的允許才能通過。
最後由光月鋤燒表示：800年前的和之國是一片位在海平面上、土地遼闊的國家。某日有位岩石果實能力者製作出高度如同佐烏、且包圍整座國家的岩石峭壁，同時開始下起大雨來。先民們紛紛避難來到藤山的半山腰上安頓，而大雨直到內部的水滿出來後才停止，形成今天的和之國，原本800年前的房子因為浸泡在雨水中所以絲毫未損。而鋤燒向妮可‧羅賓表示在阿拉巴斯坦發現的歷史本文中所寫，古代兵器「冥王」所在地即在原本和之國國土下的最底層。
和之國地理分佈共有6個區域，以屹立最高山藤山的花都首區為中心，左上方是希美地區、左下方是兔丼地區、最西邊是九里地區，右上方是鈴後地區，右下方是白舞地區，最下方是鬼島。每個地區並不相連必須跨內海才能到另個區域且各區氣候差異非常大。
| 地區 | 地標 | 村鎮 | 重要地點                                          | 港口         | 將軍 大名                                              | 黑道老大                        | 位置 |
| ---- | --- | --- | ------------------------------------------------- | ------------ | ------------------------------------------------------ | ------------------------------- | --- |
| 花都 | 大蛇城 藤山 舊和之國 | 羅煞鎮 惠比壽鎮 | 左京 遊廓                                         | 無           | 光月鋤燒（20年前） 黑炭大蛇（前任） 光月桃之助（現任） | 豹五郎（20年前） 狂死郎（現在） | 位於和之國中心 國家首都 |
| 九里 | 九里城 頭山 頭山墓場 | 博羅鎮 施捨小鎮 編笠村 | 桃源農園 九里海灘                                 | 伊達港       | 光月御田                                               | 酒天丸 （地區老大）             | 位於和之國最左方。 |
| 兔丼 | 不適用 | 不適用 | 囚犯採石场 制铁廠 干部塔                          | 常影港       | 雨月天麩羅                                             | 大政                            | 位於花都左下方。 |
| 白舞 | 不適用 | 不適用 | 不適用                                            | 刃武港 潛港  | 霜月康家                                               | 綱五郎                          | 位於花都右下方。 |
| 鈴後 | 不適用 | 不適用 | 北方墓地                                          | 歸港         | 霜月牛丸                                               | 阿蝶                            | 位於花都右上方。 |
| 希美 | 不適用 | 不適用 | 不適用                                            | 根予港       | 風月御結                                               | 彌太平                          | 位於花都左上方。 |
| 鬼島 | 一年一度金色神乐以及“百兽”海贼团的位于和之国主要据点，外部船只聚集在巨大头骨港口，迎客入口为一个巨大双角骷髅头骨，内部再分为若干人员聚集地区。 | 一年一度金色神乐以及“百兽”海贼团的位于和之国主要据点，外部船只聚集在巨大头骨港口，迎客入口为一个巨大双角骷髅头骨，内部再分为若干人员聚集地区。 | 会客道 女难遊廓 宴会大厅 宴會屋 宴會舞台 鬼島頂端 | 巨大头骨港口 | 海道 （護國明王）                                      | 招牌上將（幹部） 飞六胞（幹部） | 原和之國離島 原位於和之國下方（鬼島大戰事件前） 因為海道的能力遷落到花都前方（鬼島大戰事件後） 現在被桃之助遷移到位於海下的舊和之國（和之國篇~蛋頭篇）。 |

花都（Flower Capital）
位於和之國的中心，也是國家首都，是800年前創造歷史本文讀寫法的石匠後裔暨前代和之國統治者「光月一族」的統治地。是百獸海賊團勢力進駐和之國後，少數未遭受破壞的地區，將軍黑炭大蛇的所在地區。参考自日本平安京的都城古称京都以及中国的洛阳。
大蛇城（Orochi Castle）
位於都城內，將軍黑炭大蛇的官邸。
左京（Sakyo）
位於都城內，是一座高大的寶塔，位於大蛇城城堡後面，狂死郎一家的所在之地。名字取自于现实里的东京或法隆寺的五重塔以及清水寺的三重塔。
藤山（Mt. Fuji）
矗立花都区中央的瘦挺尖山，山脚下即是大蛇城。名字來源取自著名日本富士山。
遊廓（Red-Light District）
位於都城內，同現實江戶時代集中官方認可的遊女屋和宋朝的青楼。
羅煞鎮（Rasetsu Town）
位於都城內，設置名為「囚犯櫥窗」的監獄，任何違抗黑炭大蛇和海道勢力者會被關近此監獄供民眾參觀，藉此達到殺雞儆猴的目的。名字取自于佛教天龙八部中的鬼女罗刹或西游记里居住在芭蕉山的铁扇公主。
澡堂（Bath House）
男女混浴的公众澡堂，是居民放鬆身心的熱門地點。这里的澡堂和饮用水都是大蛇在经营，受到其支配。
惠比壽鎮（Ebisu Town，財神鎮）
位於都城外，多數村民依靠撿拾花都丟棄的物資維生或是靠著多康從小南子賺來的錢接濟的貧民窟。全村被黑炭大蛇設計吃下失敗的SMILE果實，導致眾人只剩笑的表情，即使再悲傷也只能帶著笑容的面具活著。丑三小子也常在此地救濟窮困民眾名字取自于七福神中的惠比寿。
九里（Kuri）
位於和之國的最左方，原本是治安惡劣的不法地帶，光月御田接管此處後，大幅開墾興建設施，成功改善當地的治安。從上到下是頭山、博羅町、編笠村。名字取自于日本北部北海道的九州岛和日文里的栗子。
九里城（Kuri Castle）
光月御田的主城，因為九里地區人民愛載時任大名，故被稱作「御田城」（Oden Castle）。20年前因為海道迫害光月一族的行動毀於火災，後來在和之國篇被變身為龍型態的海道徹底摧毀，位置参考自战国时代里丹羽长秀为织田信长所建筑的桃山安土城和本能寺与岐阜城和二条城。。
頭山（Mt. Atama）
酒天丸（阿修罗童子）進駐的本營。山頂有棵櫻花樹。名字取自于同名落语。
頭山墓场
悼念阿修罗童子十年前往鬼岛起义失败同伴的坟场，栽有许多樱花樹。阿修罗童子在此回忆后也重拾决心参与「金色神乐」起义。动画第950集出现。
博羅鎮（Bakura Town）
原本是普通城鎮，黑炭大蛇掌權後，將除了必要性的商家和官吏以外的居民全部驅逐至其他地區，成為官吏與海賊混合居住的城鎮。海道進駐和之國後，此處交由海道旗下三災之一的「旱災」Jack管理。
施捨小鎮（Okobore Town）
九里領地之一，多數村民依靠撿拾貴族官吏丟棄的物資維生的貧民窟。
編笠村（Amigasa Village）
九里領地之一，村落以編織斗笠的工藝聞名，海道進駐和之國後被海道旗下海賊團長X·多雷古滅村。
桃源農園（Paradise Farm）
光月御田生前為九里居民提供糧食和物資而開拓的農場。海道進駐和之國後被海道的勢力據為己有，名字取自于西晋时期大诗人陶渊明的著作桃花源记。
九海灘（Kuri Beach）
是九里的一個荒涼海灘，海灘附近都是樹林。
伊達港（Itachi Port）
取自鼬和日本战国时代的大名独眼龙伊达政宗的諧音。
兔丼（Udon）
位於和之國「花都」的左下方。名字取自于乌冬面，地点取自于日本的近畿地区。
囚犯採石所（Prisoner Mine）
囚犯开掘矿山和搬运石块场所，被和之國官方囚禁的犯人都會在此，类似的采集点共有五个围成花瓣状，关押在此数万犯人除因盗窃或伤害罪被逮捕，聚集的大部分都是对将军大蛇有叛乱行为的。曾经支撑和之国的黑道头领豹五郎和其他4位黑道頭領带领分别在此和附近，赤鞘九武士之一河松也被关押在此数年。在此服役的囚犯依據採石量多寡獲取糧食。
犯人制铁场（Prisoner Iron Factory）
位於兔碗监狱設立的制铁工廠，其排放的廢棄物造成國境部分河川被汙染及當地居民健康惡化。
幹部塔（Executive Tower）
海道幹部駐守看管钥匙贵重物品的瞭望塔，智能田螺能够正常工作的母体大螺所在，负责区域内與外界聯絡功能。
常影港（Tokage Port）
名稱取自蜥蜴的諧音。
白舞（Hakumai）
位於和之國「花都」的右上方，原為霜月一族統治地。名字取自于大米的拟音，地点取自于日本的关东地区。
閻魔堂（Enma Shrine）
一個位於花都後方，郊外森林裡的小寺廟。名字取自于道教西游记位于十八层地狱里掌管死亡的阎罗王和印度教里的死神夜魔。
刃武港（Habu Port）
名稱取自毒蛇的諧音。代表矛头蝮。
波布（Habu）
霜月康家喜愛之地，有一片楓樹林。
潛港（Mogura Port）
名稱取自鼴鼠的諧音。唯一安全進入和之國的港口。参考自西游记里花果山 (西游记)的水帘洞。
鈴後（Ringo）
位於和之國「花都」的右下方，原為霜月一族統治地。鈴後的人自出生起都會獲得一把刀與其同生共死，死後則以這把刀做為自己的墓碑。名字取自于苹果的拟音，地点取自于黄泉国和常世。
北方墓地（Northern Cemeter）
在鈴後有一個風俗習慣，就是建「常世之墓」（Eternal Grave），該區墓碑都是用劍客生前所使用的刀製成。這其中不乏名刀，也吸引了大量的盜墓者。英雄塚「斬龍武士」龍馬的墓地也位於此處，已於23年前毀於盜墓事件。
劫道橋（Oihagi Bridge）
一座有武器的人試圖過橋時，會被牛鬼丸追逐而聞名的橋樑。位於鈴後的入口處，通往北方墓地。形象取自于僧兵武藏坊弁庆刀狩和武将源义经初次交手的五条大桥以及赖光四天王之一的渡边纲用髭切斩去茨木童子手臂朱雀大街的罗城门。
歸港（Kaeru Port）
名稱取自青蛙的諧音。
希美（Kibi）
位於和之國「花都」的左上方，現為舊址，目前屬廢棄狀態。隸屬此的武士大多前往九里協助光月家的作戰。名字取自于黄米的日语拟音，地区则取自于日本的四国地区。
根予港（Neko Port）
名稱取自貓的諧音。
鬼島（Onigashima）
和之國的離島，位於和之國下方。是百獸海賊團進駐和之國的根據地，每年海道和黑炭大蛇雙方的勢力會在此舉辦一年一度的「金色神乐」開設盛大宴會。设有接送外来船只港口。名字取自于日本童话桃太郎、一寸法师里所要讨伐的鬼岛。
鳥居（Torii）
鳥居是位於海上的小堡壘，就在鬼島的前方。它配備有全副武裝，是百獸海賊團的第一道防線，許多船員的士兵團駐紮在那裡。参考自日本神明所经之处鸟居。
巨大头骨港口（Skull-Shaped Land-Mass）
面向東南方，位于鬼岛海岸的标志性地标，疑似是类似“魔人”奥兹的古代巨人族留下的双角骷髅头骨，旁边还伴有一把巨大的武士刀。从骷髅口中进入相当于迎客的正门。附港口泊船只，一旁的拱桥中点被锦卫门的恶魔果实能力改造后，使经过的外来人员可以更换百兽海贼团风格的成员衣服。
会客道（Banquet Hall）
宴會廳是舉行金色神樂慶典的地方。它位於海道城堡的正前方。鲁夫和佐罗等人变装进入后，街上聚集了许多百獸海贼团基层成员席地喝酒开派对看热闹，场面喧哗。在这里两人被阿保发现袭击，然后基德等人也加入。
女難遊廓（Woman Trouble）
是百獸海賊團「飛六胞」黑瑪麗亞的地盤，大門上方標誌著「女難」的遊廓，意指命犯桃花。位於鬼島東部。
宴会大厅
舉行金色神樂慶典中的地方。位於海道城堡內中入口處。乌尔蒂和佩吉萬在这里与迷路来到此处鲁夫相遇并发生交战，后来大和乱入带走了鲁夫。
宴會屋
舉行金色神樂慶典中的最高潮地方。位於海道城堡內下方。宴會被襲擊後，遭五千名武士入侵。
宴會舞台
宴會廳是舉行金色神樂慶典中的最大舞台。位於海道城堡內上方。將處刑桃之助的地點。宴會被襲擊後，被透明化的香吉士救出
鬼島頂端（Skull Dome）
與海道的決戰地點。位於鬼島最上方。宴會被襲擊後，由赤鞘九人眾與海道決戰，JACK迎戰純毛族，KING和QUEEN封鎖出路。

### 文化
- 和之國長年實施鎖國政策及孤立主義，任何外界的聯繫都被禁止，從不接待外人也不加盟世界政府，所以民間的觀念普遍守舊傳統，較難取得外界的知識和資訊（如：多數國民普遍不知道惡魔果實的存在[註 3]、稱呼電話蟲為「蝸牛」等[註 4]，百獸海賊團引進智慧「田螺」）。任何國民無論階級出海都會遭受追緝，離開國土會被視為一種罪過，主張開國理念的人士更會被當權者加以追蹤監視乃至於抹殺。
- 貨幣單位為「金」和「銀」，還有罕見的「白金」。其中1銀可能相當於日幣的1円，因此5銀連一家老小一星期的水錢都支付不起；至於1白金能建一棟豪宅。經濟方面和產業方面，該國亦以精於海樓石的加工鍛造技術聞名。
- 該國居民習慣穿著日本古式風格的和服[註 5]，以文言文和他人交流（台灣單行本方面仍使用白話文）。
- 該國因為民風尚武與崇敬武士道精神，民間普遍崇敬武藝高強的武士，其國境內盛行流櫻（即武裝色霸氣和其高階用法），有著武藝高強的劍士輩出而聞名於世，就連海軍也為之忌憚，故又有「武士之國」的稱號[19][6]。其中被視為劍豪的已故武士龍馬深受民間景仰，然而23年前發生龍馬墳墓盜墓事件，和之國的全國民眾從此執著於尋回龍馬遭竊的遺體及其配刀「秋水」的信念[20][12]。此外由於學習劍術的武士甚多，所以時常發生武士為了試刀而傷人的命案[12]。海道掌權後，發佈命令禁止和之國除了武士以外的對象持有武士刀，連同劍道、空手道、柔道等涉及武術教學的道場亦一概禁止。
- 階級制度嚴謹分明，國家最高領導者為「將軍」；治理較大型地區的地方領主為「大名」；官吏貴族階級則被稱作「士族」；以「武士」稱呼武藝高強的劍士；女性表演者則稱為「藝妓」負責處理當地案件的官吏叫「奉行」。當地發生火災時，則交由町火消負責發布警報和滅火。國境裡的孩童於寺子屋（學校）接受教育。當地因為犯下重案遭逮捕的犯人若決定自首伏法，將處以用無炳短刀自盡、再由處刑者介錯的切腹之刑[12]；若重案犯為女性，除了服刑以外的選擇就是被賣去遊廓成為妓女[6]，罪刑較輕的罪犯則需服勞役。和之國常舉行相撲競技，擁有「橫綱」頭銜的相撲力士形同貴族地位，任何傷及相撲力士髮髻的舉動將會被視為大忌。
- 和之國同古代日本存在著賣春的遊陰陽廓，最高階的遊女（日语：遊女）被稱作「花魁」，最高級的花魁則擁有「太夫」的稱號，並且有負責服侍的「禿」（未滿十歲的見習遊女）和近侍。當花魁受權貴邀請前往指定地點提供服務時會舉行盛大的遊行儀式（對應現實日本的「花魁道中」）。然而國境裡也存在著非法誘拐綁架或販賣女性至遊廓為娼的案例。遊女可透過他人的金援或儲備財物贖身從良，贖身所需金額視遊女的位階而定。
- 和之國當地生長的生物體型異常巨大且具有智慧，能使用人類的器具（例如會擊鼓、擦澡搓背的章魚、擅用武士刀的狒狒等）。「狛」為和之國獨有的動物種類，特點是身上長著火焰一樣的毛及對主人非常忠心。如狛犬「狛千代」、狛丹猪[21]、狛丹鹿、狛丹狐「鬼丸」、狛丹狗、狛丹雞等不少種類[22]。在SBS中讀者提問豹五郎的火焰型髮型、鬍型，被詢問是否為「狛丹人」，被作者所承認。[23]

## 人物

### 光月家相關者

#### 光月家族
統治和之國「花都」的大名家族，先祖為800年前親手打造歷史本文碑文的石匠，知曉歷史本文讀寫之法（光月家族專用的暗號），光月家家紋是被菊輪圍繞，身體中央有九曜的鶴，自古以來與佐烏「摩科莫公國」結為兄弟之邦，不幸卻在20年前被黑炭大蛇和「百獸」海道聯手所滅。和之國篇在草帽海賊團的幫助下，成功扳倒黑炭大蛇和「百獸」海道，重新奪回統治權。
光月桃之助（Kouzuki Momonosuke）
聲優：折笠愛〈小孩〉、下野紘〈大人〉（日本）；許淑嬪〈小孩〉、宋克軍〈大人〉（台灣）
年齡：8歲（20年前穿越時）→28歲（外表年齡），生日：10月7日，身高：110公分→322cm，星座：天秤座，血型：X型，出身地：白鬍子海賊團船上（屬地）、和之國（屬人），喜歡的食物：白桃、關東煮，討厭的食物：青椒、鰻魚，興趣：練習劍術，代表動物：馬，霸氣：見聞色。
和之國現任將軍，初登場時錦衛門對外聲稱是他的兒子，但其實是光月御田與時的兒子，同時是光月家的僅存的血脈之一，能夠傾聽佐烏巨象的聲音並與之溝通下令（聽見萬物的聲音）。
由於誤服貝卡帕庫提取自海道的「血統因子」所製作的人造惡魔果實失敗實驗品，變成人造惡魔果實的動物系能力者，可化身成桃色小青龍在空中飛行，當他處於變身狀態且不在空中飛行時則會落在地面休息或盤踞在其他人的身上，在受到驚嚇會不自主的變成龍。
性格和行為同錦衛門如出一轍，十分好色且嫌惡海賊，其思想固執和傳統比起錦衛門有過之而無不及。有時還會藉著小孩的優勢和女性撒嬌，進而獲得特別待遇。過去曾經遭受莫大的心靈創傷，因此只要處於獨處狀態就會做出胡思亂想的舉動。魯夫和娜美習慣暱稱他「阿桃」，香吉士和布魯克謔稱他「色崽子」、「小色鬼」。
28年前出生於白鬍子海賊團的莫比·迪克號上，隨著母親先行回到和之國。20年前因為海道和黑炭大蛇的統治迫害，導致雙親被殺，被母親光月時連同其他四位的光月家臣傳送至20年後的現代。原先與錦衛門等人正要前往佐烏，卻因為遇上海難飄流至多雷斯羅薩，遭到唐吉訶德家族為首的敵人追殺，為了逃命而誤搭上載著其他被誘拐的孩子們的船隻，被囚禁於龐克哈薩特的研究所，導致錦衛門為了找他來到龐克哈薩特。過度飢餓的桃之助無意間闖進放著「人造惡魔果實」失敗實驗品的房間，為填飽肚子而打破玻璃缸，吃掉貝卡帕庫博士所製成人工惡魔果實的失敗樣品，因而變成了一條桃色的中國小龍，在最底層的廢棄區和魯夫相會，桃之助道出凱薩將被誘拐的孩童當作實驗對象的惡行，決意幫助魯夫拯救其他受困的孩童，順利地逃出研究所，恢復人形和錦衛門重逢。
抵達多雷斯羅薩後，負責守船的娜美等人為不讓桃之助處於易胡思亂想的獨處狀態，藉著配合桃之助玩主僕扮演遊戲安撫他的情緒，此時唐吉訶德家的喬菈突襲一行人，將所有人含船都變成抽象畫的藝術品，最終布魯克誘騙並擊敗喬菈，令船上所有成員和千陽號恢復原狀，爾後4人聯手教訓險些置眾人於死地的喬菈。多雷斯羅薩事件落幕後，偕同娜美等人抵達佐烏，後和魯夫等人會合，向佐烏下達反擊命令，使佐烏甩出象鼻而擊沉「旱禍」JACK和其艦隊，其後懇求草帽海賊團協助他們參與討伐海道與黑炭大蛇，實現父親「讓和之國開國」的夙願。
回到和之國後，開始勤奮修煉劍道。與喬巴、小菊、玉兒一起發現昏倒的BIG·MOM，先將她帶往破落鎮，再引導去兔丼。在兔丼時以光月家少主的身分統領該區囚犯。金色神樂前夕，以光月家名義討伐黑炭大蛇。被勘十郎用計帶往鬼島，企圖用地上小刀割開繩子逃跑，被堪十郎發現後被毒打一頓，黑炭大蛇畏懼光月家的復仇，公開將桃之助處刑，被小忍及香吉士救下，開始在宴會場上逃竄，被大和跟著保護。
為了能夠一起戰鬥，請求忍使用熟熟之術將自己變成28歲的型態。以形似海道的桃色巨龍型態出現魯夫面前，哈特海賊團的眾人認為他看來像是海道一樣，忍更是為了成長為桃之助的改變而喜極而泣，並在大和的協助下阻止鬼島墜落花都。然而在阻止途中得知魯夫被海道擊敗，正準備向海道投降之時，在大和的勸說下決定繼續製造出火焰雲，同時觀看魯夫與海道的最終決戰。最後魯夫正式擊敗海道，圍繞在周圍、由海道製造出的火焰雲也正在逐漸消失中，他趕緊加快腳步讓鬼島遠離花都，結果鬼島順利掉落在花都邊緣，城內的百姓也都平安逃過死劫，他則因精疲力盡掉落至花都並恢復人形。
戰後繼任和之國將軍，與妹妹日和重逢。不料慶祝勝利的宴會期間，海軍上將綠牛前來花都捉拿魯夫，他以桃色巨龍型態與之對抗，並成功以龍之吐息克制了綠牛的攻勢，隨後綠牛因感覺到「紅髮」傑克就在附近決定就此撤退。數日後開始以將軍的身份巡視城堡，接著抵達草帽海賊團的臨時房間，但房間空無一人，據日和表示他們已經整裝待發準備出航，令他錯愕不已，開始搜遍全城尋找他們。最終在常影港找到了他們，魯夫向他表示決定將海賊旗贈予他，讓和之國作為他旗下的地盤，接著就在錦衛門與大和的陪同下目送草帽海賊團離開，返回將軍城堡。名字取自桃太郎，形象则参考织田信雄和织田信忠。
光月日和（Kouzuki Hiyori）
聲優：水樹奈奈／大和田仁美〈小孩〉（日本）；許淑嬪（台灣）
年齡：26歲，生日：12月23日，身高：170公分+高木屐，星座：摩羯座，血型：XF型，出身地：白鬍子海賊團船上（屬地）、和之國（屬人），喜歡的食物：壽司捲，討厭的食物：魚肉丸子，代表動物：孔雀，興趣：三味線。
光月家公主，光月御田與時的女兒，桃之助的妹妹。和之國篇初期以都城內的最高階花魁「太夫」小紫（Komurasaki）的身分登場，隸屬於狂死郎一家遊廓。擁有極高的教養及傾城的美貌，散發高雅氣質的美人，蒂芙尼藍色長髮，貌似母親光月時，在小紫身分會梳成髮髻華麗造型，在日和身分保留長髮稍作裝飾。和之國篇故事開場和幕間時帶著狐狸面具，彈着三味線登場。對公眾表現出對男性伴侶的嫌貧愛富的態度（後被揭露當時追求小紫的三人皆是壓榨百姓血汗钱的卑劣犯罪者），為那些熟知她腹黑面的貴族男性遠觀而不可靠近，得到不明實情的貪戀美色的將軍大蛇寵愛；其實私底下個性溫柔少根筋，對於自己為武士之女自豪，對待小南及其他願意協助光月一族革命的對象則相當親切，在關鍵時刻則會顯現堅持大義與保護弱小的精神。雖然父母都比一般人還高，但只有正常人的身高。
26年前出生於白鬍子海賊團的莫比·迪克號上，隨著母親先行回到和之國。提及20年前九里城火災時陪伴在母親身邊，为了防止时光穿越过程桃之助或日和其中一方遇到意外时光月家的血脈不要断绝而被留在過去，受河松保護與其相依為命，在13岁时因不忍河松為她日益消瘦，留下字條不告而別（一开始说是两人走散），獨自離開後意外地和已經改變容貌化名為「狂死郎」的傳次郎再會相認，獲傳次郎收留在後者的坊院培訓為藝妓和化名「小紫」，一路躍升至和之國都城內的最高階花魁「太夫」，被和之國的國境人民視為頂級偶像和超級巨星，連將軍黑炭大蛇都相當迷戀她。其實對於黑炭大蛇勢力頗有不滿，暗地幫助光月一族的革命計畫，為籌備經費和隱瞞身分，數度找上為非作歹和成為熟客的犯罪者聲稱不願見待黑炭大蛇，令對方傾家蕩產為她籌備天價的贖身費，再將窮困潦倒的犯罪者棄之不顧，為此和不少曾經被其利用而一無所有的犯罪者熟客樹敵。奉黑炭大蛇的召見，前往黑炭大蛇的宅邸提供服務，促成偽裝成藝妓的羅賓潛進黑炭大蛇的宅邸調查的契機。後為了庇護不慎發出笑聲激怒黑炭大蛇的南子，出面掌摑黑炭大蛇，最終因為堅持不肯屈服黑炭大蛇勢力，被狂死郎當眾斬殺恩愛，在場人士以及和之國民眾都認為她已經死亡（她噴出的血只是隨身攜帶的血包，用以混淆眾人，以便能脫離黑炭大蛇的覬覦)。
其實日和為假死，之後帶著小南逃亡至鈴後，被黑炭大蛇的手下鐮藏追殺到鈴後劫道橋，不過得到索隆解救，遂一起来到北方墓場的家中，替索隆治療傷勢並說出自己是「光月日和」的秘密，回憶幼時過往而心繫哥哥安危，后得知桃之助和锦卫门还活着激动，摆出怪脸不让自己哭泣因为是武士之女，但因与20年前桃之助等人相認對於武士決戰有所影響而徬徨。一眼辨认出索隆虽身穿和服但是来自海外的武士，称呼索隆作“索隆十郎”。因為没有柴火，天冷而依偎在索隆懷裡同眠取暖，后来布鲁克寻上门目睹这一幕而受到刺激认为妨碍两人办事。對自身美貌非常有自信，对于大家很期待让自己“陪睡”这件事感到高兴，而自己毫无介意。在意索隆對她的看法。在小南子得知父親家康被抓而前往花都追出门保護她，临行前感谢索隆并说道这份恩情自己绝不会忘记。親眼見到霜月康家被處刑而淚流不止，道出破落鎮微笑面具的秘密。回到鈴後和河松相認，還向索隆提出歸還秋水的請求，並以父親生前愛刀「閻魔」贈予他作為交換條件。為了大戰順利，並未前往鬼島。
鬼島大戰期間，她再一次化為「小紫」，並設局等待黑炭大蛇到來後，將其誘至陷阱，給對方扎上海樓石釘，然而黑炭大蛇在絕望下擺脫陷阱並使出最後的變身，本想與她同歸於盡，千鈞一髮之際被趕來的傳次郎所救，傳次郎將黑炭大蛇最後的頭顱斬首後，順利帶著她逃走。大戰落幕後確認生還，與兄長桃之助重逢，在和之國舉辦慶祝勝利的宴會期間布魯克登台演奏樂曲。宴會落幕後，繼續與小南享受彈奏三味線的興致。名字则取自日出，形象则参考阿市之方。
光月御田（Kouzuki Oden，光月御殿）
聲優：石丸博也（日本）；孫中台（台灣）
年齡：39歲（享年，第二部20年前），生日：2月22日，身高：382公分，星座：雙魚座，血型：F型，出身地：和之國「花都」，喜歡的食物：所有關東煮食材。，霸氣：見聞色、武裝色、霸王色。
和之國九里大名，出生於和之國的花都，4歲時，霜月耕三郎將「天羽羽斬和閰魔」作為給御田的生日禮物。御田嘗試出海38次。御田拜訪了花都與家臣一同拜訪父親他病倒了。御田拜訪他時看到父親精力充沛他鬆了一口氣。鋤燒為自己的兒子成為偉人翻身而自豪。
白鬍子海賊團登陸和之國時，他與他們的船長發生衝突，同時通知白鬍子他想加入他的船員但被白鬍子本人拒絕了。白鬍子對御田進行了考驗。就在御田只剩下十分鐘的時候，為了救她放棄登船的機會選擇放手。結識了名叫光月時的女人。白鬍子於是允許他上船，在旅行日誌中寫下了他的冒險經歷，探索了全世界的多個島嶼和地方，對他以前從未見過的事物感到絕對敬畏。他也成為了一個有賞金的臭名昭著的海賊。與光月時的關係越來越親密並在與她結婚，第二年成為父母，並將他們的兒子命名為光月桃之助。後來，隨著船員人數的增加，白鬍子將其成員分成了五個小隊，御田被任命為第二小隊的隊長。
意外遇到了羅傑海賊團。羅傑對御田留下了深刻的印象。羅傑懇求御田和他一起乘船待了一年，尊重御田選擇加入羅傑。航行到空島，御田在那裡讀了一個歷史正文，並將羅傑的信息刻在了黃金鐘樓的鐘上。時生病後，將她和她的孩子與貓蝮蛇和犬嵐一起留在了和之國，時威脅御田要是留下來就離婚，在此期間御田看出他的國家已經發生了變化。到達佐烏 ，御田感受到了和羅傑島嶼不同的氛圍。找到了最後一個道路正文，御田發現光月家與純毛族的聯繫在看到石頭之上，有著自己家族的印章之後。船員們發現了最後一個島嶼的位置。在那裡，船員們找到了Joy Boy的寶藏，他們看到它時大笑起來，羅傑將這個島命名為拉乎德爾。
羅傑決定解散船員，將御田送回和之國，御田隨後與家人和家臣團聚他聽說了大蛇成為將軍壓迫市民。他還聽說了他的家人如何受到威脅，以及時在保護桃之助時受傷的事情。御田大怒沖向花都。直接沖向驚慌失措的大蛇，黑炭蟬丸阻止保護大蛇。大蛇想出了一個交易來勒索御田，如果御田每週在花之都裸體跳舞一次，劫持的人質以及和之國的市民就會倖免。他們還承諾在五年內離開和之國。為了阻止大蛇將無辜的人作為百獸海賊團的貢品，以及為了避免在他和海道的戰鬥中捲入無辜的生命，他開始裸體跳舞花都街頭。他每週這樣做一次，導致和之國人民對他失去信心和尊重。當他關心的人捲入其中時，御田害怕最壞的情況，當他們想知道真相時，御田拒絕向他們解釋他的動機。
御田問時她是否想要離婚，她問他是否在開玩笑。拜訪了兵五郎和他的妻子。三年後，御田聽說兵五郎因反抗而被俘，他的妻子被殺。御田為兵五郎夫婦的命運悲痛不已，最終決定召集他的家臣打倒海道。在離開九里之前，御田給了時一封信。去鬼島的路上，御田和他的家臣在兔丼地區與 海道和他的船員開戰。御田問海道為什麼他和他的手下準備得如此周密，海道回答說御田的城堡裡可能有間諜。他並不後悔五年前做出的選擇，御田繼續摧毀海道的軍隊。御田的實力超出了敵人的想像。御田恢復並使用桃源白龍重傷海道並留下疤痕。
行刑當天，御田與海道達成協議，讓倖存者獲得自由，海道給了他一個小時的時間。進入鍋中，他抬起一塊木板放在肩上，並命令他的家臣站在木板上，然後將他們全部舉起來。忍揭露了過去五年御田行動的原因忍指出真正的傻瓜是和之國人，他們在御田暗中拯救他們時不尊重他。
當鍋裡的沸騰溫度超過700度並繼續上，他向他的家臣解釋說，世界在等待某個人物，當那個人物在800年跨度後出現時，和之國必須準備好迎接他們並與之合作。確信大蛇和海道無論如何都會殺死他，御田要求他的家臣代替他打開和之國的國門。儘管油鍋的熱度繼續升高，但御田並沒有死。御田成功熬過一小時，但是大蛇召集了一支行刑隊來處決御田和他的隨從。御田再次告訴他的家臣們打開和之國的國門。逃跑時，御田告訴海道不要低估他的武士，當海道朝御田的頭部開槍時，御田笑著死去，他的身體完全沉入了鍋中。這場遭遇，最後也成為流傳後世的「傳說中的一小時」。名字则参考关东煮，形象则参考织田信长和石川五右卫门。
光月時（Kouzuki Toki）
聲優：潘惠子（日本）；連婉鈞（台灣）
年齡：36歲（享年，第二部20年前），生日：1月19日，身高：190公分，星座：摩羯座，血型：X型，出身地：不明，喜歡的食物：昆布捲。
御田的妻子，桃之助和日和的母親，舊姓天月（Amatsuki）。擁有極高的教養及傾城的美貌，散發高雅氣質的美人，蒂芙尼綠色長髮，女兒除了身高以外的美貌及髮色變是遺傳自她。
超人系「時間果實」能力者，可將指定對象傳送至未來的指定時間。
800年前的古人，利用果實能力穿越無數未來，夢想是前往和之國，武器為武士刀。在26歲時在某座島嶼邂逅御田，跟隨御田一同搭乘白鬍子海賊團的莫比·迪克號。後來和御田結婚，分別在28歲和30歲在船上生下桃之助和日和。4年又隨者御田搭上羅傑海賊團的奧羅·傑克森號，在航行至和之國時生病，要求御田不要顧慮她，繼續完成他的夢想。在御田不在和之國的時間，親力親為與老百姓共同勞務，為御田返國鋪路，因海道企圖殺死繼承人桃之助，被敵人射出的第一支箭射穿左腳。
20年前九里御田城遭海道縱火，隨後錦衛門、阿菊、雷藏、勘十郎、河松逃離刑場趕回，因堅決留守城堡內，時遂利用果實能力將錦衛門和桃之助為首的五人傳送至20年後的現代，讓河松帶走日和後，縱馬離開御田城，在和之國民眾前，留下「世當暗夜月如卿，守殘抱缺待天明，清輝廿載望穿時，九影投來日東升」的遺言，被百獸海賊團成員槍殺。形象则参考浓姬。
光月鋤燒（Kouzuki Sukiyaki，東立譯名：光月鍬燒，漢化譯名：光月壽喜燒）
聲優：大友龍三郎／麗美〈嬰兒〉（日本）；符爽〈回憶〉→宋克軍〈飛徹揭曉身分後〉／詹雅菁〈嬰兒〉（台灣）
年齡：81歲，生日：5月19日，身高：214公分+木屐，星座：金牛座，血型：F型，出身地：和之國，喜歡的食物：楓葉饅頭。討厭的食物：墨魚汁，興趣：收集美少女木芥子，代表動物：天狗猴。
和之國前前任將軍，御田的父親，桃之助與日和的祖父。
在其出生前，曾经发生过因为身为将军光月家迟迟没有产下子嗣，引起其余五家大名间特别是黑炭大蛇祖父为首的为争夺下一任和之国继承人的毒杀其他大名的风波，但在其出生后这场夺权斗争宣告失败，结果黑炭家族全部地位、家当被清理其余家族后人受牵连被人民赶尽杀绝。
故事41年前，在他兒子御田犯下的各種暴力罪行，決定要斷絕父子關係，將御田驅逐出花都。39年前，因御田統治九里有功，而將其提拔為九里大名，两人关系缓和再次交谈。曾听从冒充光月御田的黑炭日暮引荐报称自己如弟弟般照顾的黑炭大蛇入阁侍奉其左右。不料在御田出海后生了重病，吩咐阁内家臣包括霜月康家指名黑炭大蛇作为代理人继承将军地位，不過这个光月鍬烧其實是黑炭日暮假扮的，真正的光月鍬烧其實已被囚禁多年，逃出來才知道兒子御田之死。之後打算切腹，但最終以「天狗山飛徹」之名隱居，如今的他對兒子御田之死以及大蛇的叛變感到後悔不已，同時亦決定不讓國民知曉自身存在。
在海道和黑炭大蛇掌權後，收留父母雙亡的玉兒為徒，並在編笠村滅村後和玉兒相依為命，隱居在編笠村的大樹屋裡。由於對玉兒長期生活貧困只能吃稗麥維生感到愧疚，為了幫她慶祝8歲生日而上街買米，卻發現魯夫吃完自己買給玉兒的米飯而險些發生衝突，被玉兒及時制止，遂向魯夫說明海道的工廠以及滅村的事情，將自己的和服借給魯夫偽裝行動，對於魯夫為了偽裝行動擅自將二代鬼徹帶走感到吃驚。再度和草帽海賊團及光月家族成員會合後取回二代鬼徹，並說明自己保管其子兩把愛刀的原因，亦負責訓練索隆適應和使用「閻魔」。
鬼島大戰落幕後一週，才在和羅賓私下會談的期間坦承真實身份，同時表示和之國正是歷史本文記載的古代兵器「冥王」的所在之處，後來看見自己的子孫—桃之助與日和，令兩人激動不已。名字则参考寿喜烧，形象则参考织田信孝。
天狗山飛徹（Tenguyama Hitetsu）
聲優：大友龍三郎（日本）；宋克軍（台灣）
九里編笠村的刀匠，玉兒的監護人，真實身分是是和之國前前任將軍「光月鋤燒」，也是目前知曉歷史本文讀寫之法的人之中唯一在世者。
以「天狗山飛徹」的身份行動時，穿戴的面具與衣著皆仿造天狗的造型，武器為一把擁有蒲扇造型刀罈的名刀（名稱未知）。同時也是傳說刀匠古徹的後裔，其身為鍛刀匠暨美少女木芥子收藏家，亦是大快刀二十一工「天羽羽斬」及妖刀兼快刀「三代鬼徹」的鍛造者，另收藏著一把古徹所打造的妖刀兼大快刀二十一工「二代鬼徹」，並保管光月御田身後傳給其子女桃之助、日和的兩把大快刀二十一工「天羽羽斬」、「閻魔」。形象则参考大天狗。

#### 紅鞘九人眾
紅鞘九人眾（Nine Red Scabbards(Akazaya Kunin Otoko)，赤鞘九人眾→紅鞘九人眾、赤鞘九俠）為光月御田的主要家臣們，以錦衛門為首，共同輔佐光月御田的功臣。立志讓和之國開國的關鍵人物，後來同御田被黑炭大蛇鎮壓。過去主要家臣原有10人，之後加入白鬍子海賊團的以藏亦是原家臣之一，而成員中的勘十郎實為黑炭大蛇派遣的臥底，以藏亦在勘十郎叛變後回歸，填補戰力空缺。全员都会使用「流樱」（武裝色霸氣）及見聞色霸氣。鬼島大戰落幕後，勘十郎在混戰中傷重身亡，阿修羅童子和以藏在對抗敵軍時不幸戰死，其餘皆平安倖存。
- 加入順序：錦衛門、傳二郎→以藏、菊之丞→勘十郎→雷藏→阿修羅童子→犬嵐、貓蝮蛇、河松

錦衛門（Kin'emon，錦右衛門）
聲優：堀內賢雄（日本）；孫中台（台灣）
年齡：36歲（20年前穿越時），生日：1月29日，身高：295cm，星座：水瓶座，血型：X型，出身地：和之國「九里」，喜歡的食物：阿鶴做的年糕紅豆湯、白蘿蔔 ，討厭的食物：狸貓烏龍麵、紅酒，興趣：和阿鶴一起巡遍茶館，代表的動物：狐狸，霸氣：武裝色、見聞色。
光月家家臣「紅鞘九人男」之首，和之國武士，外號「狐火錦衛門」（Foxfire Kin'emon）。
原「花都」混混，年青时染黄发。身著左半邊為黑白相間、右半邊為朱色的輕便和服，第一人稱「在下」（拙者），背部有光月家的家徽紋身。妻子是九里地區破落鎮的茶館老闆娘鶴。擁有高超的劍術水準與索隆同樣具有「斬鐵」與「引火」的劍術實力，擅長名為「狐火流」的劍術，可在拔刀攻擊敵人的瞬間，令刀身出現火焰並重創對手。其奧義便為「以火炎燒斬一切，亦或斬裂一切火炎」。武器為助参（Sukesan）、角参（Kakusan）。
超人系「服服果實」能力者服裝人，能為自己或他人變出身上的衣裳（若是將變出來的衣裳脫掉就會消失），但頭上需放上葉子或石頭。由於和之國鮮少接觸外來物，錦衛門並不知道惡魔果實，因此他只形容是自己是吃了「外面世界一種珍奇的果實」。
因初遇魯夫只有下半身，故魯夫給他取了「足麻呂」的綽號（恢復原狀後則改稱他「阿錦」），索隆則直接稱他「放屁武士」；他則分別稱呼娜美「比基尼丫頭」、羅賓「花魁」、騙人布「大妖怪天狗」、布魯克「屍體閣下」。此外有著懂得運用屁來說話的特技。他十分憎恨海賊，而且思想十分固執和傳統，抱持「男尊女卑」的思想，因此招致娜美和香吉士的反感。和魯夫等人接觸後，開始改用現代話和他人交流，對於外界的新奇事物會感到驚嘆與好奇。此外他還十分好色，曾為欣賞娜美的比基尼裝扮而刻意隱瞞自己的果實能力或是將娜美換裝暴露的女忍者服裝。但若是桃之助藉著小孩的優勢，對女性撒嬌乃至於露出好色本性，則會氣得威脅對方要剃掉他的髮髻。
41年前是意外引發「山神事件」的罪魁禍首，在光月御田斬傷山神後，懾服於他而成為他的小弟，協助御田治理九里。33年前曾经带领当时“紅鞘九人男”为御田偷盗钱财，但受霜月家大名霜月康家教育和救助，必须为了未来主君御田好好学习成为和之国的第一武士才正确，30年前成為了不起的家臣並在大名隊伍裡，25年前攻擊黑炭大蛇，因光月時被襲擊而死心。20年前隨御田及其他紅鞘九人眾討伐百獸海賊團戰敗，御田捨身被處刑，逃回九里城被百獸海賊團縱火時，是被光月時傳送至20年後的五人之一，為了保護桃之助，對外誆稱是桃之助的父親。原先與桃之助、堪十郎和雷藏正要前往佐烏，未料遇上海難而漂流至多雷斯羅薩，遭到唐吉訶德家族為首的敵人追殺，並在逃亡過程中和眾人失散。
為了尋回桃之助而抵達[ONE PIECE角色列表#龐克哈薩特|龐克哈薩特]]，卻遇上半人馬巡邏隊的阻撓，於是對他們大開殺戒，反遭收到求救訊息前來增援的時任「王下七武海」托拉法爾加·羅將他的身體切成3段，頭部被帶進設施內的監倉囚禁，上半身被棄置在極寒之地，下半身則被送往烈焰之地餵飼猛獸。後來他的頭部遇上香吉士等人，並與他們一同逃跑；上半身與踏入極寒之地的布魯克交戰，最後布魯克覺得對方實在太噁心而逃跑，而下半身則被魯夫從被砍頭的龍身上拔出來。其後在香吉士的協助下，才找回被扔進湖裡遭鯊魚咬傷的上半身，順利的恢復原狀，隨即協助索隆、香吉士、布魯克對抗史麥利。當凱薩·克勞恩為了實驗，讓史麥利服下「飼料」化為大規模的化學毒氣「死之國」時，不慎遭毒氣波及而變成石化狀態，後由於布魯克失手讓全身石化的錦衛門墜落地面而恢復原狀。凱薩等人敗北被擒後，錦衛門如願和桃之助重逢，為了營救堪十郎，遂帶著桃之助隨同草帽海賊團和羅前往多雷斯羅薩。搭乘千陽號的期間，因為見到索隆隨身佩戴的「秋水」，誤認後者是盜毀龍馬墳墓的真兇，還一度揚言要解決對方，但由於為眾人準備宵夜的香吉士出面圓場，遂就此收手並結束這場衝突。
多雷斯羅薩篇與魯夫、索隆、香吉士和佛朗基5人組成「破壞工廠小隊」變裝混入城鎮，得知索隆的秋水被妖精偷走，為了比索隆早一步搶回秋水而加入追捕妖精的行列，卻在途中不慎落單，被早已埋伏於此的唐吉訶德家族逮住（對方以勘十郎的性命威脅他乖乖服從）。事後和索隆會合，撞見從格林比特飛躍至多雷斯羅薩街頭的多佛朗明哥、海軍上將「藤虎」一笑，短暫戰鬥後，遭多佛朗明哥踢傷，之後目擊多佛朗明哥和「藤虎」將身受重傷的羅帶往皇宮，轉而和索隆潛至鬥牛鬥技場帶回魯夫，並且在潛入皇宮的期間偽裝成多佛朗明哥混淆高級幹部的耳目。後順利和堪十郎會合，逃離地下前往高地和利克·德爾多三世會合。多雷斯羅薩事件落幕後，隨同草帽海賊團抵達佐烏，和桃之助與雷藏會合。懇求草帽海賊團協助他們參與討伐海道與黑炭大蛇，實現光月御田「讓和之國開國」的夙願。
和之國篇帶領索隆等人和哈特海賊團返回開始進行第一步的臥底行動，向魯夫等人說明作戰計畫，其中要先尋找出三位強大武士：阿修羅、傳次郎、河松，因為找到這3人如同得百人力。為了逼迫阿修羅童子現身，放火燒了頭山。金色神樂前夕，以光月家名義討伐黑炭大蛇，用計誤打誤撞成功潛入鬼島大本營，與傳次郎兵分兩路，負責率領東軍。因喬巴和騙人布引開BIG·MOM的情況下，進軍路線很順利。從鬼島背面的位置登入會場，並從海道的身後發動突襲，將刀捅進海道身體，抓住變成龍的海道到鬼島頂部展開決戰，斬開海道的熱息，使出御田的大刀二刀流斬傷海道的舊傷口，利用火焰替阿菊止血，但不敵海道的攻勢遭重創倒地，被羅用能力移到下層（五樓）休息，見到爲他們療傷的御田而驚訝不已，結果是勘十郎偽造，導致阿修羅與假御田一同自爆，然而他沒有悲傷難過的時間，依舊繼續向前邁進。後再次遇到勘十郎，悲憤交加下斬殺勘十郎後，遇到要斬草除根的海道，奮戰之後仍被其所殺，但由於羅在龐克哈薩特並未將其上下半身縫合的緣故而逃過死劫，後被騙人布帶離戰場，並交由喬巴醫治。
鬼島大戰落幕後確認生還，緩緩走向花都出現在百姓們面前，接著在鈴後處理御田、霜月康家、霜月牛丸、風月御結、雨月天麩羅、阿修羅童子、以藏等人的後事，並與眾人出席慶祝勝利的宴會。不料海軍上將綠牛卻在此時來到花都，因人還在九里故不知情，對小忍與雷藏一事感到後悔不已。綠牛離去、宴會落幕後，草帽海賊團亦即將啟程出航，對於草帽海賊團不告而別非常氣憤，所幸在常影港找到了他們，在魯夫向桃之助贈予海賊旗後，與桃之助、大和目送草帽海賊團離開，返回將軍城堡。

狐火流
錦衛門擅用的劍術，令刀身出現火焰並配合著自己的高超劍術攻擊對手，若在拔刀攻擊敵人的瞬間，所斬出的大片火焰更能重創對手。其奧義便為「以火炎燒斬一切，亦或斬裂一切火炎」。
焰裂斬
在拔刀攻擊敵人的瞬間，從刀身斬出的衝擊波會將眼前的火炎斬成兩半，讓火焰朝兩旁燒去而不會燒到自己，就連四皇海道的吐息也能輕易斬斷。
火柳一閃
高速衝向對手並將刀身向前一舉，伴隨著刀身冒出的火燄所使出的威力強大的刺擊能將對手的身體貫穿並連同火焰將對手燒傷。
傳次郎（Denjiro，傳二郎）
聲優：岸尾大輔（日本）；符爽（台灣）
年齡：47歲，生日：10月26日，身高：306公分，血型：XF型，星座：天蠍座，出身地：和之國「花都」，喜歡的食物：牛筋肉，討厭的食物：炭烤臭魚乾，代表動物：波索爾犬，興趣：午睡，霸氣：武裝色、見聞色。
光月家家臣「紅鞘九人男」之一，和之國武士兼「狂死郎一家」老大，別名「瞌睡狂死郎」（Dozing Kyoshiro），被尊稱為「狂死郎老大」，麾下有200名部下，並有一艘專屬的船。錦衛門要尋找的3位強大武士之一。
和之國篇前兩幕以和之國黑炭家御用兌錢商「狂死郎」身份登場。是一個眼睛細長的高個子男性，有著淺藍色的頭髮，頂端形成一個巨大的髮髻（假髮）。他穿著深藍色的和服，上面有圓形圈的花紋，另外戴著高領斗篷，武器為武士刀。是個愛喝酒的樂天型性格，喝醉時會說出對黑炭大蛇不敬的話，並嘲笑他為有關光月家的預言而提心吊膽。而且在這種狀態下，他也很容易打瞌睡。由於他的自我放縱，看起來有點懶散，他對上級也沒有什麼義務感，卻堅持做想做的事，有著強烈的任俠道，只要是喝過親子杯的兄弟並會好好照顧。
原花之都孤兒，腦袋靈活機智，因此看不起他人，唯獨崇拜御田。頭髮後梳紮成很長的馬尾辮，耳朵細長。在41年前的回憶中，戴著墨鏡，馬尾辮較短。是個談判者和騙子手，能夠以低廉的價格得到他想要的東西。遇到錦衛門向他展示一隻小白豬，便告訴錦衛門，這頭野豬是山神的後代，同時巨大白豬「山神」，為尋小孩襲向首都。此時光月御田要求他們將小白豬交給他，在御田解決山神事件，決心追隨御田成為家臣。33年前與其他家臣為了御田家財務偷竊，被康家抓住一行人，但康家沒有懲罰他們，而讓他們拿錢，並鼓勵他們為光月御田和和之國而使用它來成為更好的人，30年前成為了不起的家臣並在大名隊伍裡，25年前攻擊黑炭大蛇，因光月時被襲擊而放棄。20年前隨御田及其他紅鞘九人眾討伐百獸海賊團戰敗，御田捨身被處刑，在光月家被滅後逃脫大蛇手下追殺，由於對此事感到極度悲痛使其容貌有所改变，多年後自称「狂死郎」隐藏身份並組織其個人勢力，後被大蛇賞識收至身边，成为接替#豹五郎的頭號黑道，而夜晚則化身為專門在丑時3刻（凌晨1點45分）名為丑三小子（Ushimitsu Kozo）的義賊劫富濟貧。13年前在與御田女兒日和相認後，將她收留在遊廓開設的自家坊院裡，並將其培養成為和之國第一花魁「小紫」。決心即使同伴也不相認，等待20年後的復仇。作為狂死郎一家的頭目，他的手下到處收取保護費賺錢。因為和官衙有聯繫，狂死郎可以隨時向百獸海賊團求助，而且和他們的關係良好。
20年後受邀請到大蛇的宴會同時，狂死郎的部下報告關於蕎麥的攤主打了他的人馬的事。由於要出席宴會，他吩咐部下聯絡QUEEN派遣刺客去解決他，便前往大蛇城。受邀到大蛇宴會，在宴會上花魁小紫獲得讚賞，大蛇也表揚他迅速反應部下被攻擊的事件。當大蛇談起時的預言，逗得小紫的侍童南子哈哈大笑。大蛇大怒要殺了小南子，小紫出面制止爭執使場面混亂了起來，狂死郎拔刀砍下小紫表示因其對大蛇將軍不敬，並發現她手中錦衛門的秘密傳單。大蛇因狂死郎的行為大感震驚，但狂死郎卻能夠解釋他的行為。狂死郎回到遊廓後，導致喜歡小紫的民眾變得激憤，亦被許多人痛恨盯上，使即將舉辦的小紫的葬禮變得更加混亂，而小紫的守夜禮遭到取消，狂死郎對此感到無可奈何，表示自己遭受了最大的損失。後來他回到大蛇城，報告霜月康家被捕一事。在羅剎鎮，出手擋下攻擊大蛇的索隆與他交戰，索隆叫他讓開時，並自稱是將軍的狗，當一位御庭番眾介入時，他與索隆的戰鬥被打斷。金色神樂當天，大蛇將軍出發到鬼島慶祝，吩咐狂死郎守城。在常影港帶著花都受囚的武士們與其他紅鞘九俠相認，並成功潛入鬼島大本營，與錦衛門兵分兩路，負責率領南軍。以狂死郎的身分誤敵，將飛六胞的佐佐木制服並捆上海樓石鎖鏈。從鬼島背面的位置登入會場，並從海道的身後發動突襲，將刀捅進他身體，抓住變成龍的海道到鬼島頂部展開決戰，使出御田的大刀二刀流斬傷海道的舊傷口，但不敵海道的攻勢遭重創倒地，被羅用能力移到下層（五樓）休息，見到爲他們療傷的御田而驚訝不已，結果是勘十郎偽造，導致阿修羅與冒牌御田一同自爆，然而他沒有悲傷難過的時間，仍舊繼續向前邁進。後發現危在旦夕的日和，及時出現斬斷黑炭大蛇最後一個頭。
鬼島大戰落幕後確認生還，向花都的全城百姓們宣布和之國新任將軍光月桃之助在此，接著與眾人出席慶祝勝利的宴會。不料海軍上將綠牛卻在此時來到花都，為阻止他捉拿魯夫，挺身而出與之對抗，所幸綠牛最終因傑克就在附近海域而停手。綠牛離去後，草帽海賊團亦即將啟程出航，他隨同其他家臣們一同向草帽海賊團致謝。
稱號裡的「居眠」為日語的「瞌睡」之意。
菊之丞（Kikunojo）
聲優：伊瀨茉莉也（日本）；連婉鈞（台灣）
年齡：22歲（20年前穿越時），生日：9月9日，身高：287公分，星座：處女座，血型：XF型，出身地：和之國「鈴後」，喜歡的食物：蒟蒻條，討厭的食物：海膽、魚卵，興趣：香療，代表的動物：雪貂，霸氣：武裝色、見聞色。
光月家家臣「紅鞘九人男」之一，和之國武士，外號「殘雪菊之丞」（Kikunojo of the Lingering Snow），別名「阿菊」（ōKiku）。
原花柳流宗家之子，以藏的弟弟。生理是男性，心理是女性，美貌的外表常讓人誤以為是女性，但從小和其他九人男一起入浴，並不會單獨分開洗。20年前為和之國第一美男子，穿越前穿著男裝，穿越後改為女裝，外貌為身材高挑，留著姬髮式髮型的年輕麗人，武器是武士刀，戰鬥時則會繫成馬尾及戴上般若之面，此面具為人熟知，決戰時還會換上大鎧。外號殘雪之名來自她的劍法，由她斬過的傷口到冥界也不會癒合，就如春日仍未消融的殘雪，將會繼續折磨對方的靈魂。個性正直善良，說話自稱「在下」，平常言談舉止表現溫和，平時隱藏實力不隨意出手，一旦遇到無法容忍的不義之事和亟欲保護的對象，則會顯現堅毅勇敢的一面。曾被花都的橫綱屢次以權勢追求。香吉士對其美貌非常肯定，但認不出其男兒身。
39年前與哥哥以藏在街上流浪賣藝，賴上光月御田成為其家臣協助其治理九里，33年前被康家點醒，學會整裝學習禮儀，30年前成為了不起的家臣並在大名隊伍裡，25年前攻擊黑炭大蛇，因光月時被襲擊而死心。20年前隨御田及其他紅鞘九人眾討伐百獸海賊團戰敗，御田捨身被處刑，使其逃回九里城被百獸海賊團縱火時，被光月時傳送至20年後的5人之一，為實現替光月家復仇的宿願，受錦衛門委託負責擔任臥底調查人員，遂於和之國篇的一個月前進入鶴的茶館以「阿菊」自稱任職女招侍，並開始在和之國調查敵方勢力。
在魯夫等人帶著飲用受汙染河水中毒的玉兒求醫期間，受鶴的委託煎煮邪含草藥湯給飲用受汙染河水中毒的玉兒服用，偕同魯夫與索隆解救被海道旗下成員擄走的玉兒。隨後和錦衛門等人會合，向魯夫等人說明光月一族對抗黑炭大蛇的計畫。與喬巴、桃之助、玉兒一起發現昏倒的BIG·MOM，先將她帶往破落鎮，再引導去兔丼。在BIG MOM引起騷動被帶走後，想要拯救她；為表明身分換上能面，以紅鞘九人眾率領兔丼的獄友反抗。金色神樂前夕，換上大鎧以光月家名義討伐黑炭大蛇。搭乘紅心海賊團的極地潛水號從鬼島北方登入，同時與許久不見的哥哥以藏重逢。接著遇上鎮守後門的勘十郎，聽聞他毒打桃之助後悲憤不已，為此與他決鬥，最終成功打倒勘十郎這個叛徒（並未殺死）。從鬼島背面的位置登入會場，並從海道的身後發動突襲，刺傷海道的右手，抓住變成龍的海道到鬼島頂部展開決戰，與哥哥的合技輕傷海道，試圖用刀擋下海道的風之吐息，反被斬掉左手臂。後由錦衛門的火焰止血，但不敵海道的攻勢遭重創倒地，被羅用能力移到下層（五樓）休息，結果是勘十郎偽造，導致阿修羅與冒牌御田一同自爆，然而他沒有悲傷難過的時間，仍舊繼續向前邁進。接著隨同錦衛門斬殺勘十郎，結果念及勘十郎養育之恩遭勘十郎反擊，重傷昏迷，後被騙人布帶離戰場，並交由喬巴醫治。
鬼島大戰落幕後確認生還，在貓蝮蛇攙扶下，緩緩走向花都出現在百姓們面前，接著與眾人出席慶祝勝利的宴會。不料海軍上將綠牛卻在此時來到花都，為阻止他捉拿魯夫，挺身而出與之對抗，所幸綠牛最終因傑克就在附近海域而停手。綠牛離去後，草帽海賊團亦即將啟程出航，他隨同其他家臣們一同向草帽海賊團致謝。
- 殘雪鐮：遠距離飛行的圓環斬擊。

勘十郎（Kanjuro）
光月家家臣「紅鞘九人男」之一，實為黑炭家的分家成員，為黑炭大蛇安插在光月一族裡的內奸。
雷藏（Raizo）
聲優：江原正士（日本）；孫中台→符爽（台灣）
年齡：35歲（20年前穿越時），生日：2月26日，身高：311公分，星座：雙魚座，血型：X型，出身地：和之國「兔丼」，喜歡的食物：牛蒡捲，霸氣：武裝色、見聞色。
光月家家臣「紅鞘九人男」之一，和之國忍者，外號「霧隱雷藏」（Raizo of the Mist）。
原光月家御庭番眾的天才忍者，與御庭番眾隊長福祿壽為死對頭。特徵是較常人龐大的臉龐，閃電般的雙眉，螃蟹般的髮型，嘴裡留著大板牙，穿著傳統和服。認為所谓的「忍」，就是将「靜」以及「强韌的心」鍛鍊到極致，在暗處生活的人。不喜歡別人請求他當面表演忍術，也對外界針對忍者的奇想和印象觀念感到不能理解。會使用忍法進行分身攻擊，亦擅長投擲手裡劍。喜歡喝酒。對自己因為外型不受女性青睞而感到煩惱。
超人系「捲捲果實」能力者，能利用捲軸使出多種忍術。
39年前因追求女忍被拒絕而退出御庭番眾，躲藏於「兔丼」山林成為山賊，但受不了環境，請求光月御田收為手下，並協助御田治理九里，成為其主要家臣，33年前被康家點醒，學會整裝學習禮儀，30年前成為了不起的家臣並在大名隊伍裡，25年前攻擊黑炭大蛇，因光月時被襲擊而死心。20年前隨御田及其他紅鞘九人眾討伐百獸海賊團戰敗，御田捨身被處刑，逃回九里城被百獸海賊團縱火時，被光月時傳送至20年後的5人之一，原先與錦衛門、桃之助及勘十郎正要佐烏，卻不幸在海上遭逢意外，隨行的錦衛門、桃之助及勘十郎於意外中失聯，只有他僥倖先行抵達佐烏等待會合。
初登場時被綁在紅色的歷史本文上令羅賓甚感詫異，魯夫等人對這名忍者有很大興趣，他們初次見面便請求表演忍法引來他的吐槽，但他還是完成了眾人的請求。和之國篇潛入「兔丼」囚犯採石場，協助被海道囚禁的魯夫。現與同樣服刑中的格列佛合作，潜入了兔丼監獄幹部塔打算盗取同伴們的鑰匙。以紅鞘九人眾率領兔丼的獄友反抗。金色神樂前夕，以光月家名義討伐黑炭大蛇。搭乘哈特海賊團的極地潛水號從鬼島北方登入。從鬼島背面的位置登入會場，並從海道的身後發動突襲，持兩把刀架住海道脖子，抓住變成龍的海道到鬼島頂部展開決戰，利用捲軸將海道的熱息吸收並反彈回他身上，但不敵海道的攻勢遭重創倒地，被羅用能力移到下層（5樓）休息，見到爲他們療傷的御田而驚訝不已，結果是勘十郎偽造，導致阿修羅與冒牌御田一同自爆，然而他沒有悲傷難過的時間，依舊繼續向前邁進。中途遇到福祿壽，並與福祿壽展開最終決戰，一度以枷鎖互相箝制彼此，然而雙方在對戰中都被火全坊的火焰波及而燒傷，最後因福祿壽身體已燒得焦黑倒下而獲勝，不久後被吉貝爾發現，被其帶離戰場後兩人開始以大洪水替鬼島滅火。
鬼島大戰落幕後確認生還，緩緩走向花都出現在百姓們面前，接著與眾人出席慶祝勝利的宴會。不料海軍上將綠牛卻在此時來到花都，為阻止他捉拿魯夫，挺身而出與之對抗，結果因被綠牛吸收養分而臥病在床，但最終康復。綠牛離去後，草帽海賊團亦即將啟程出航，他隨同其他家臣們一同向草帽海賊團致謝。

忍法·煙遁之術
從袖口中掏出一顆煙霧彈後砸向地面，產生大量煙霧來隱蔽雷藏的身形，讓對手產生憑空消失的錯覺。此招也能作為分身之術的前置。
忍法·分身之術
在對手的面前變出數個自己的分身，能擾亂對手，在分身集結時可恢復成一人。招式参考自漫画火影忍者里漩涡鸣人使用的多重影分身之术。
華手裡劍
從手中連續發射數發手裡劍精確射擊，初次展示時雷藏使用此招在牆壁上排出一個「忍」字。
雷手裡劍
從手中連續發射數發手裡劍強力射擊。
捲軸之術・返還
吸收敵方的攻擊，利用捲軸纏住敵人，放出攻擊。
阿修羅童子（Ashura Douji）
聲優：飛田展男（日本）；孫中台（台灣）
年齡：享年56歲，身高：544公分，生日4月10日，血型：X型，星座：白羊座，出身地：和之國「九里」，喜歡的食物：豆腐福袋，霸氣：武裝色、見聞色。
光月家家臣「紅鞘九人男」之一，和之國武士兼「頭山盜賊團」首領，為了躲避黑炭大蛇而改名「酒天丸」（Syutenmaru），麾下有280名部下。
身型肥胖的粉紅捲髮男子。武器是武士刀，坐騎是牛。過去景仰光月御田，其戰鬥實力和佐烏的白晝領導者犬嵐公爵不分上下。錦衛門要尋找的三位強大武士之一。
39年前統治無法之地「九里」，是當地最強「怪物」，被光月御田擊敗收服，成為其家臣並協助其治理九里，33年前被康家點醒，學會整裝學習禮儀，30年前成為了不起的家臣並在大名隊伍裡，26年前返回頭山繼續當流氓和山賊的頭頭。20年前隨著御田與其他赤鞘九人眾討伐百獸海賊團戰敗，御田捨身被處刑，20年間被「百獸」海道相中其實力，但對於海道極力拉攏他加入旗下一事不為所動。
在魯夫劫走博羅鎮的糧食寶船救濟破落鎮後，率領盜賊團搶劫博羅鎮的糧食，遭遇「旱禍」JACK並與之交戰不分上下。對於光月一族倖存家臣在20年後才現身一事不以為然。後來錦衛門等人為逼迫其現身，打着头山盗贼团名义成功煽动盖德海贼团的赫戴姆上门寻衅縱火燒毀阿修羅童子的根據地，得知錦衛門行動的原委而帶領一行人至某處晤談。告知過去其他人因年紀大來不及等20年，便決心提前起義反抗海道，卻被其殺光。雖然等待20年，卻也不是什麼都沒做，他將百獸海賊團破壞敵人的船收集留下，並設法取得鬼島的建築設計圖。金色神樂前夕，以光月家名義討伐黑炭大蛇。搭乘哈特海賊團的極地潛水號從鬼島北方登入。從鬼島背面的位置登入會場，並從海道的身後發動突襲，將刀刺進海道身體，抓住變成龍的海道到鬼島頂部展開決戰，使出御田的大刀二刀流斬傷海道的舊傷口，但不敵海道的攻勢遭重創倒地，被羅用能力移到下層（5樓）休息，見到爲他們療傷的御田而驚訝不已。但後來發現御田是冒牌的而試圖將其推開，慘遭冒牌御田引爆炸彈而死，死後由錦衛門將其武士刀安葬於鈴後。
酒天丸名字取自日本三大妖怪之一鬼王酒吞童子的另一稱號「酒天童子」，而他的盜賊集團名稱「頭山盜賊團」則是取自透過日本落語講述因果报应的諷刺民間故事「頭山」。阿修羅的稱呼則取材自佛教六道欲界的大力神阿修羅。，形象则取自于织田信长身边的家臣柴田胜家和持有长枪蜻蛉切的武士本多忠胜。
犬嵐（Inuarashi）
聲優：土師孝也、進藤尚美〈童年時期〉（日本）；宋克軍〈ep.755〉→孫中台〈ep.758起〉、連婉鈞〈童年時期〉（台灣）；黃啟明（香港）
種族：犬種純毛族，年齡：40歲，生日：10月11日，身高：322公分／511公分，星座：天秤座，血型：X型，出身地：佐烏「摩科莫公國」，喜歡的食物：骨頭、雞翅，討厭的食物：月見そば，興趣：白天喝酒，代表動物：黃金獵犬，霸氣：見聞色、武裝色。
光月家家臣「紅鞘九人男」之一，摩科莫公國「晝王」（Ruler of Day），又稱作「犬嵐公爵」（Duke Inuarashi），率領200名犬嵐銃士隊統治著佐烏的城鎮。
身材高大，身著法國公爵的服飾，帶著墨鏡，武器为西洋長劍。童年時期（33年前，7歲時）因為聽聞與和之國盟友的傳說，偕同貓蝮蛇出海滑著小船前往和之國，在九里海灘上岸，被河松發現，因為3人外型遭當地居民綁在柱子上欺負，獲光月御田出面解圍，成為光月御田治理九里的家臣，因為馬可說了世界之大，跟隨光月御田偷渡搭上白鬍子海賊團的船4年而被懸賞，在御田被羅傑以借用的名義邀請至羅傑海賊團，再次偷渡上船，因為光月時不適，以及解釋他們的關係，便留在和之國，並未跟隨到達拉乎德爾。故看到魯夫的草帽就想起「紅髮」傑克，後來光月御田遭和之國將軍黑炭大蛇和海道聯手陷害處決，犬嵐和貓蝮蛇反目，遭百獸海賊團的蠻霸者捉住後逃走，以瀕死狀態回到佐烏，從此和貓蝮蛇處於交惡狀態、彼此井水不犯河水。稱貓蝮蛇為「貓妖」。
能靠單手就輕易擋住「旱禍」JACK橫掃城鎮的象鼻，但不敵JACK帶來了凱薩所製作的毒氣兵器導致敗北，遭JACK施以磔刑，因為不屈服於JACK的威脅而被砍去左腳，被抵達島上的娜美、香吉士、喬巴、布魯克、凱薩所救，獲救後昏迷了3天才醒過來。得知20年前的桃之助和錦衛門等5人還活著之後，與貓蝮蛇和好。與草帽海賊團和哈特海賊團組成海賊同盟，目標擊敗四皇「百獸」海道。
抵達和之國救起昏倒的小玉，用計放火燒了頭山逼阿修羅回歸。金色神樂前夕，以光月家名義討伐黑炭大蛇，並搭乘極地潛水號前往鬼島北方登入作戰，並將左腳纏上武士刀當作義肢使出二刀流，但在對抗海道的過程中不敵遭重創倒地，被羅用能力移到下層（五樓）休息，見到爲他們療傷的御田而驚訝不已。後與百獸海賊團招牌大將「旱禍」JACK展開最終決戰，以御田一刀流·犬斬威矢將其貫穿腹部擊敗。鬼島大戰落幕後確認生還，緩緩走向花都出現在百姓們面前，並與眾人出席慶祝勝利的宴會。不料就在宴會期間，海軍上將綠牛來到花都捉拿魯夫，為阻止他挺身而出與之對抗，但綠牛因「紅髮」傑克就在附近之故撤退離開。最後與貓蝮蛇決定一同留在和之國，以紅鞘九人眾的身分繼續輔佐桃之助，同時宣布退位，將摩科莫公國交由凱洛特繼承。草帽海賊團亦即將啟程出航之時，他隨同其他家臣們一同向草帽海賊團致謝。
- 犬大門風：全速沖向對手，並用劍腿將目標刺穿，並用電刀將其刺死。招式名字取自于田里用来威吓动物的稻草人双关语。

貓蝮蛇（Nekomamushi）
聲優：池田勝、關根有咲〈小孩時期〉（日本）；符爽、許淑嬪〈小孩時期〉（台灣）；譚漢華（香港）
種族：貓種純毛族，年齡：40歲，生日：11月22日，身高：318公分／522公分，星座：天蠍座，血型：S型，出身地：佐烏「摩科莫公國」，喜歡的食物：千層麵、魚板，討厭的食物：熱的食物，興趣：夜晚游泳，代表動物：山貓，霸氣：見聞色、武裝色
光月家家臣「紅鞘九人男」之一，摩科莫公國「夜王」（Ruler of Night），又稱作「貓蝮蛇老大」（Master Nekomamushi），率領俠客團統治佐烏的鯨魚森林。
體型碩大，身著日式服饰，說話時操著土佐腔，武器为三尖长枪。雖然外形像化猫，但個性自我中心，熱愛自由和重視義氣。因為是貓科動物，所以喜歡木天蓼、玩球、逗貓棒，愛吃奶類食物（例如義大利千層麵、奶酪），但出乎意料的害怕打針。與犬嵐原為竹馬之交，童年時期（33年前，7歲時）因為聽聞與和之國盟友的傳說，偕同犬嵐出海滑著小船前往和之國，在九里海灘上岸，被河松發現，因為3人外型遭當地居民綁在柱子上欺負，獲光月御田出面解圍，成為光月御田治理九里的家臣，因為馬可說了世界之大，跟隨光月御田偷渡搭上白鬍子海賊團的船4年而被懸賞，在御田被羅傑以借用的名義邀請至羅傑海賊團，再次偷渡上船，因為光月時不適，以及解釋他們的關係，便留在和之國，並未跟隨到達拉乎德爾。故看到魯夫的草帽就想起「紅髮」傑克，後來光月御田遭和之國將軍黑炭大蛇和海道聯手陷害處決，犬嵐和貓蝮蛇反目，遭百獸海賊團的蠻霸者捉住後逃走，以瀕死狀態回到佐烏，從此和犬嵐處於交惡狀態、不死不休。稱犬嵐為「死狗」。
能僅用過肩摔就將獸型態的「旱禍」JACK打回人型，但不敵JACK帶來了凱薩所製作的毒氣兵器導致敗北，遭JACK施以磔刑，為保護部下而被砍去左手，被抵達島上的娜美、香吉士、喬巴、布魯克、凱薩所救。在得知20年前的桃之助和錦衛門等5人還活著之後，與犬嵐和好。與草帽海賊團和哈特海賊團組成海賊同盟，目標擊敗四皇「百獸」海道。
圓蛋糕島事件落幕後，親自會見返回「白鬍子」生前故鄉斯芬克斯的原白鬍子海賊團第1隊隊長兼船醫「不死鳥」馬可，有意徵召他參與鬼島大戰，得知了白鬍子的過去並接受委託，轉達馬可會雖遲必到的訊息給在和之國抗戰的魯夫一夥人。
金色神樂當天與馬可、以藏同時抵達和之國，並目睹馬可阻攔再次登上瀑布的BIG MOM海賊團成員，並順利聯絡其他赤鞘九俠武士。後將其左手作為義肢的手銃展示給犬嵐看，並關心對方以武士刀作為義肢的情況。但在對抗海道的過程中不敵遭重創倒地，被羅用能力移到下層（5樓）休息，見到爲他們療傷的御田而驚訝不已。後對抗夏洛特家族長子暨萬國「糖果大臣」裴洛斯培勒，為已死的心腹佩特羅報仇雪恨，最終以御田一刀流·貓笑衝突將其擊敗。後因鬼島開始不斷崩塌，與凱洛特及萬妲趕往內部避難。後得知魯夫被海道擊敗，帶著凱洛特隨同馬可、基德、羅對抗海道。但是魯夫隨後覺醒為太陽神尼卡，並在鬼島頂端的最終決戰上戰勝海道，他也向全場宣稱魯夫勝利。鬼島大戰落幕後確認生還，帶著康復的菊之丞緩緩走向花都出現在百姓們面前，並與眾人出席慶祝勝利的宴會。不料就在宴會期間，海軍上將綠牛前來花都捉拿魯夫，為阻止他挺身而出與之對抗，但綠牛因「紅髮」傑克就在附近之故撤退離開。最後與犬嵐決定一同留在和之國，以紅鞘九人眾的身分繼續輔佐桃之助，同時宣布退位，將摩科莫公國交由凱洛特繼承。草帽海賊團亦即將啟程出航之時，他隨同其他家臣們一同向草帽海賊團致謝。
名字取自布魯克的聲優長的歌曲。
- 赤貓踴：衝向對手時全速衝刺，用爪子大力擊中目標，再用電擊將其擊退。招式名字取自于日本的臼杵市每年举办臼杵赤猫祭上儿童扮作赤红色招财猫所跳的舞蹈双关语。

河松（Kawamatsu）
聲優：水島裕／粕谷雄太〈小孩時期〉（日本）；孫中台／詹雅菁〈小孩時期〉（台灣）
年齡：41歲，生日：6月14日，身高：271公分，血型：F型，星座：雙子座，喜歡的食物：雞蛋，出身地：魚人島，霸氣：武裝色、見聞色。
光月家家臣「紅鞘九人男」之一，和之國武士及最強力士，自稱「河童河松」（Kawamatsu the Kappa）、外號「橫綱河松」（Yokozuna Kawamatsu）。錦衛門要尋找的3位強大武士之一。
紅鰭東方魨魚人族，有著青蛙和河童般外貌，長相可愛且留著一頭豪放不羈的長髮，手掌有蹼及身軀龐大，個性溫柔體貼有責任感，獨特笑聲是「咔啪啪」（Kappappappa）（取自日語「河童」的讀音），說話自稱「小生」。武器為愛刀「外無雙」（Soto Muso）。
據日和形容是個擅水性且性格慷慨仁慈的妖怪武士，在人前强调自己“河童”身份。小時候和人魚族的母親搭船出海時遇到暴雨而誤入和之國，魚人的身份讓母子遭受迫害，母親也因為傷重沒多久就離世，臨死前付囑他因為魚人族有著被人類歧視的歷史，所以在人類面前要稱自己「是一隻河童」，33年前在海邊遇見同樣漂流到和之國的幼年犬嵐和貓蝮蛇，3人在差點遭到當地居民燒死時獲光月御田出面解圍而結下與光月一族的因緣，並成為其家臣，協助其治理九里，被康家點醒，學會整裝學習禮儀，30年前成為了不起的家臣並在大名隊伍裡，25年前攻擊黑炭大蛇，因光月時被襲擊而死心。20年前隨御田及其他紅鞘九人眾討伐百獸海賊團戰敗，御田捨身被處刑，逃走時返回九里城遭百獸海賊團縱火，從護城河通過水域救走受困的日和，數年來負責照顧和鼓勵日和，將找尋的食物全給日和吃，哄日和自己已经从河里抓到烤鱼食用，但日和13岁时因不忍河松逐漸消瘦而留下字條離開。因為自己沒能將日和保護好自責痛哭不已，選擇鈴後欲作為自己切腹的了斷之地，但遇到守墓而受傷的狛狐鬼丸並救起牠，動起了刀碑盜墓的念頭，但被鬼丸咬住手臂阻止，河松哭著向牠述說若20年後要起義反叛需要大量兵器，鬼丸聽懂後接受且舔著河松被牠咬傷的傷口，之後河松給自己起名「牛鬼丸」，與鬼丸一起在劫道橋奪取武器，不久後為了給鬼丸帶食物進入都城偷取油炸豆腐被逮。長期關押在和之國「兔丼」囚犯採石場的牢房，吃著滿肚子工廠廢水的臭魚存活，練成吐魚骨當暗器。
和之國篇，與雷藏時隔20年相遇並目睹BIG MOM亂入破壞牢籠，隨後收到雷藏找到的鑰匙解開身上枷鎖且取回愛刀展現實力。河松表示吃臭魚有如五臟六腑嘔苦水，但和主君的遺恨相比，這些委屈微不足道，不過他仍忍不住吐了13年份的嘔吐物；接著以紅鞘九人眾率領兔丼的獄友反抗。因在意反叛起義用的武器，前往鈴後截道橋，阻止索隆與牛鬼丸的爭鬥，還與日和相認，並將兵器的事告知錦衛門。金色神樂前夕，以光月家名義討伐黑炭大蛇。搭乘哈特海賊團的極地潛水號從鬼島北方登入。從鬼島背面的位置登入會場，並從海道的身後發動突襲，擋住KING的反擊，抓住變成龍的海道到鬼島頂部展開決戰，發動攻擊後，被海道打飛，不敵海道的攻勢遭重創倒地，被羅用能力移到下層（五樓）休息，見到爲他們療傷的御田而驚訝不已，結果是勘十郎偽造，導致阿修羅與假御田一同自爆，然而他沒有悲傷難過的時間，繼續向前邁進。之後開始讓武士們逃出鬼島。
鬼島大戰落幕後確認生還，緩緩走向花都出現在百姓們面前。接著在鈴後協助錦衛門處理御田、霜月康家、霜月牛丸、風月御結、雨月天麩羅、阿修羅童子、以藏等人的後事，接著與眾人出席慶祝勝利的宴會。不料海軍上將綠牛卻在此時來到花都，為阻止他捉拿魯夫，挺身而出與之對抗，所幸綠牛最終因傑克就在附近海域而停手。綠牛離去侯，草帽海賊團亦即將啟程出航，他隨同其他家臣們一同向草帽海賊團致謝。

河童流
猶如暢遊在大河急流裡的刀法。
滅南無川
以反手持劍，如悠遊河川般的斬殺敵人。招式名字取自于流向泰国和越南的河流湄南河和湄公河以及澜沧江。
吸近斬
斬擊敵人後收刀。招式名字取自于相扑中将对方逼至场地边缘踏出圈外的招数。
海野川
大範圍的迴圈型斬擊。招式名字取自于天之川（银河）。
櫓流櫻
相撲招式，能將敵人彈飛。招式名字取自于相扑中将对方抱起投掷瞬间用膝盖猛击对方下盘，使对方滞空长时间后重落地的招数。

#### 光月家家臣和支持者
曾經侍奉光月家的家臣和支持者們。會在左腳踝刺青「月亮」，20年來一直在等待。有反抗意志的武士們，散落在和之國的各個角落，最終共有約5400人參加對鬼島的襲擊作戰。其他光月家支持者還包含霜月家、風月家、雨月家。
大和（Yamato）
聲優：早見沙織（日本）；許淑嬪（台灣）
年齡：28歲，生日：11月3日，身高：263公分，星座：天蠍座，喜歡的食物：關東煮、生吃一整條大馬哈魚，討厭的食物：辛辣食物（辣椒、芥末等），興趣：幻想、鍛煉，代表動物：狼，出生地：不明，霸氣：見聞色、武裝色、霸王色。
海道的獨生女，平時以海道的兒子自居，會以男性自居主要是因為崇拜光月御田，並想要成為像他一樣的男人，甚至自稱御田，光月家支持者。海道稱呼他為「傻兒子」，其他團員包括招牌大將及飛六胞都稱其為「少爺」，魯夫稱為「大和仔」。8歲時（20年前）就開始被海道限制行動栽培，海道的最终目標為扶植其坐上海贼帝国“新鬼岛”领导人，但實際上她想要脫離海道束縛。
動物系「幻獸種」「犬犬果實 大口真神形態」能力者，能變成大口真神人，變身後移動速度非常快，能夠躲開敵人攻擊。聲稱吃下果實是因為當時肚子餓。
初登場時帶著般若之面，身材高大穿白色和服、腰上綁著紫白色注連繩及手上有手銬（內藏有炸彈，一旦離開鬼島就會馬上爆炸）。其原貌實則是個貌美，頭根白色，髮尾由绿到蓝（也就是青色）、身材高佻苗条的紅色头长角戴发簪女子。武器是無刺的金棒「建」。其行事风格随性又直率，和乌尔蒂相仿。
20年前曾經親眼目睹光月御田被處死的「傳說的一小時」，認為對方是最出色的武士，並對父親說想當光月御田，但被揍了一頓，從此對於自己的父親感到悲憤。之後她在九里撿到御田遺留的航海日誌，被其內容深受感动，並視為自己的聖經，自此立志繼承御田的遺志，想讓和之國「開國」。某年（魯夫尚未出海時）在艾斯來到鬼島後與她交戰，艾斯也對她說出想取海道的性命，當時艾斯看見她的手銬並對他說「孩子们不能选择自己的父母，也不能让他们束缚她的心」，她聽了這句話後便摧毀海道引以為傲的龍之雕像，艾斯很中意她，也以火拳破壞雕像，並表示這是給海道一個警告，在那個夜晚和艾斯飲酒作樂，並從他那邊知道魯夫這個人。
鬼島的金色神樂宴會當天下落不明，KING向飛六胞提出如果有人能找到她就能得到尋求晉升招牌大將的挑戰權。得知魯夫來到鬼島的那一刻，不顧其他團員的勸阻，一路朝向魯夫所在的戰場跑去，並在魯夫與烏爾蒂戰鬥途中突然出現，使用和海道同樣招數的「雷鳴八卦」將烏爾蒂擊倒，同時一路帶著魯夫逃亡，期間魯夫不明白她的用意，兩人之間還一度打起架來。接著她把魯夫帶到在某間暗房裡暫時躲藏起來，魯夫給予她五分鐘時間解釋一切，於是她在解釋的最後向魯夫表示希望能一起共同戰鬥，才使得魯夫放下戒心，同時表示自己手銬內藏炸彈一事，魯夫就在前往鬼島中央大廳的路途中幫助她解開手銬。於是两人不知不觉成为在鬼岛互相打闹追逐的作战同伴。之後又再度被烏爾蒂追上一边交战，一边表示自己早已退出百兽海贼团。接著在魯夫的命令下前往桃之助及小忍身邊，隨後輕鬆擊敗企圖追殺桃之助的獸人重甲部隊，在佛朗基亂入戰場的時候，趁機帶著桃之助逃走，同時將他託付給小忍。
之後正式向海道宣布斷絕彼此緣份，並為了等待魯夫再次出戰，而獸人化與海道對決。接著魯夫在哈特海賊團的救治下康復，騎著桃之助重返鬼島，她則趕往鬼島底部的軍火庫破壞裡面的炸藥，途中遇上許久不見的「序列戰士」二牙，同時在其幫助下壓制住守門人「序列戰士」六鬼，順利進入軍火庫，正準備全力阻止火焰妖怪「火全坊」之時，火全坊連同炸藥皆被墜落至鬼島底部的BIG MOM順勢帶走。得知魯夫被海道擊敗，看到桃之助正準備投降之時，對桃之助展開勸說，之後看見覺醒為太陽神尼卡的魯夫，還親眼目睹魯夫戰勝父親，並在魯夫從上空掉落下來的那一刻將他救起，同時勸說百獸海賊團立即停戰投降。戰後，她正式向草帽海賊團提出加入的請求，並出席慶祝勝利的宴會。然而在宴會期間，海軍上將綠牛前來花都捉拿魯夫，本想挺身而出與之對抗，但被桃之助阻止。綠牛離去、宴會落幕後，草帽海賊團亦即將啟程出航，雖然魯夫在宴會期間有意招募她，不過在經歷綠牛事件後決定轉向，改為留守並周遊和之國，但依然成為魯夫認同的夥伴之一，因此當她遇見正在尋找草帽海賊團的桃之助時，向桃之助表示自己已經轉向。在魯夫交代完一切之後，與桃之助、錦衛門目送草帽海賊團離開，並一同返回將軍城堡。
在扉頁連載《鬼之子大和代為參拜金稻荷》中透露，大和在草帽海賊團出航後，代替已故的家康將刀放回閻魔堂，並向關照過她和參與和之國起義的人們陸續道別，離開花都遊歷和之國各地，同時為遇到的人們排憂解難。
名字取自于日本战舰大和号以及日本武尊以及大和民族。

雷鸣八卦
双手持金棒覆蓋武裝色霸氣，能夠打出雷狀的衝擊波。被烏爾蒂認為只有海道的一半威力，還因此被笑稱「雷鳴四卦」。招式名字取自于道教用语八卦。
鳴鏑
向上揮動金棒，從下方釋放出垂直能量彈，以巨大的力量打擊對手。招式名字取自于冒顿单于鸣镝弑父的典故。
無侍冰牙
將頭向後仰，深吸一口氣，向前呼出一股濃密的冷空氣。招式名字取自于日本的大国主神。
鏡山
防禦技，大和將自己完全包裹在冰中，與她的身體無法區分。如果大和被敵人的攻擊擊中，類似盔甲的塗層會吸收傷害，當它像玻璃一樣破裂並斷裂，露出本體。大和曾用此技試圖擋住海道的雷鳴八卦，但未能完全抵擋。招式名字取自日本佐賀縣的鏡山，根據古老的傳說，松浦紗姬在山頂與丈夫大友佐彥告別，祈求他的歸來，以至於她變成了石頭。
以藏（Izo）
聲優：織田優成／小野將夢〈小孩時期〉（日本）；符爽／符爽→詹雅菁〈小孩時期〉（台灣）
光月家家臣，與紅鞘九人眾是當初共同輔佐光月御田的功臣，後來加入白鬍子海賊團，成為第16隊隊長。原花柳流宗家之子，菊之丞的哥哥，和之國「鈴後」出身。
火祭當天隨同貓蝮蛇和馬可回到和之國參加鬼島大戰，在拯救完馬可、掩護騙人布帶著錦衛門與菊之丞逃走後，遇上前來和之國的CP0隊員馬哈並與之交戰，最終與馬哈同歸於盡，死後由錦衛門等人將其雙槍安葬於鈴後。
忍（Shinobu）
聲優：山本百合子（日本）；連婉鈞（台灣）
年齡：49歲，生日：10月23日，身高：180公分，血型：F型，星座：天秤座，出身地：和之國，喜歡的食物：鱈寶。
光月家家臣。前御庭番眾的老經驗女忍者，昔日曾是錦衛門的手下。 超人系「熟熟果實」能力者成熟人，可將任何被其觸碰的東西腐敗，也可以讓被觸碰的生物生理年齡增長（但不能變回原樣），本人則稱此為「熟熟之術」。
褐色頭髮綁成雙馬尾，擁有二頭身的矮胖身材的女性。而過去是個令男人神魂顛倒的大美人，被稱為「迷人女忍者」（Bewitching Kunoichi）、「男人殺手」（Shinobu the Man-Killer）。有老花眼和尖端恐懼症，面對刀類的尖銳物會嚇到大聲尖叫。从小仰慕光月御田希望为之效力，過去曾是御庭番眾福祿壽的手下，但御田离开和之国后福祿壽為了利益投誠於大蛇將軍，她為此憤而出走。20年前传说之战中主动協助御田及紅鞘九人眾與百獸海賊團激烈交戰戰敗，光月御田为保全其性命撒谎说只是一个趁乱盯上自己人头的女忍撇清关系因此被放过，但她仍然返回處刑場，與圍觀民眾說出「傻瓜殿下」的真相和刺杀大蛇当天内幕：其实御田5年来一直暗中关心和之国人民，並協助紅鞘九人眾逃脫。
協助光月一族作戰的戰友，在魯夫等人和光月一族結盟策畫鬼島起義後，偕同娜美進入黑炭大蛇勢力臥底勘查船隻和武器情報，兩人被發現後遂利用大型風箏帶著娜美順利逃走。後回到天花板被以前同僚忍者認出，遂出手擊痛對方，用能力將天花板腐蝕落下後撞到八岐大蛇後逃走。事後因為懷疑培波等人是洩漏光月一族作戰的間諜，和羅發生爭執導致後者負氣離去。金色神樂前夕，以光月家名義討伐黑炭大蛇。被堪十郎綁在岸上，脫困後登上鬼島，與娜美等人搭乘腕龍戰車，請命找尋桃之助。成功救下桃之助後，受後者請托使用果實能力改變其外型。鬼島大戰落幕後確認生還，緩緩走向花都出現在百姓們面前，並與眾人出席慶祝勝利的祭典。不料海軍上將綠牛卻在此時來到花都，為阻止他捉拿魯夫，挺身而出與之對抗，戰鬥期間被綠牛吸收養分而瞬間瘦身，蛻變為真正的熟女，且在綠牛離去後收玉兒為徒。

忍法「金玉潰」
快速攻擊男人下體。是她被稱為男人殺手的原因。招式取自于忍术千年杀。
熟女忍法「枯散衰」
用果實能力將天花板腐蝕出洞並破壞。招式名字取自于日式园林之一的技法枯山水。
忍助（Shinosuke）
聲優：不明（日本）；符爽（台灣）
光月家家臣，小忍的哥哥，很疼愛自己的妹妹。當知道小忍脫離御庭番眾之後，會因為成為叛人而被追殺，所以自己也脫離了組織成為叛忍，一邊保護妹妹小忍，一邊以光月武士的身分行動，曾在花之都牢房門口調查。
形象取自于甲贺忍者藤林长门守跟火影忍者中的角色漩涡长门和傀儡师宗师近松门左卫门以及真田十勇士之一的猿飞佐助。
地武衛門（Jibuemon）
聲優：町田政則（日本）；符爽（台灣）
前「希美」旗本。知曉光月時於20年前九里城火災罹難時的預言，等待機會向黑炭大蛇復仇。九里城火災時隔20年後，和被光月時傳送至現代的錦衛門等人會合，號召欲反抗黑炭大蛇的人們與光月一族結盟對抗黑炭大蛇。
田八郎（Tabuhachiro）
聲優：不明（日本）；孫中台〈ep.992〉（台灣）
與地武衛門一同行動，發誓要向大蛇復仇的武士。特徵是一位身材魁梧，眼睛窄耳垂大的老人。
黑澤（Kurosawa）
與地武衛門一同行動，發誓要向大蛇復仇的武士。特徵是一頭長長的黑髮，紮成馬尾辮的中年男子。
影郎（Kagero）
聲優：麻生智久（日本）；宋克軍〈ep.909〉（台灣）
與地武衛門一同行動，發誓要向大蛇復仇的武士。特徵是身材瘦削的老人，光頭的老人。
右近（Ukon）
聲優：不明（日本）；符爽〈ep.918〉、宋克軍〈ep.998〉、孫中台〈ep.1036〉（台灣）
腳上有「月亮」刺青並收到「逆灣月」的武士，後前往鬼島參與戰爭的光月家支持者。特徵是一頭金髮束成一束的青年男子。
火太夫（Hidayu）
聲優：不明（日本）；孫中台〈ep.918、998〉（台灣）
腳上有「月亮」刺青並收到「逆灣月」的武士，後前往鬼島參與戰爭的光月家支持者。特徵是一頭藍色頭髮的中年男子。
紋次郎（Monjiro）
腳上有「月亮」刺青並收到「逆灣月」的武士，後前往鬼島參與戰爭的光月家支持者。特徵是一頭綠色頭髮的中年男子。
十字郎（Jujiro）
腳上有「月亮」刺青並收到「逆灣月」的武士，後前往鬼島參與戰爭的光月家支持者。特徵是咪咪眼，左眼上有道傷疤，有著一頭齊肩紫色頭髮的青年男子。
格之進（Kakunoshin）
聲優：不明（日本）；符爽〈ep.935、992〉／宋克軍〈ep.1001〉／孫中台〈ep.1074〉（台灣）
腳上有「月亮」刺青並收到「逆灣月」的武士，後前往鬼島參與戰爭的光月家支持者。特徵是一頭棕色頭髮、角鬍的青年男子。
小十郎（Kojuro）
聲優：深川和征（日本）；符爽／孫中台／宋克軍（台灣）
腳上有「月亮」刺青並收到「逆灣月」的武士，後前往鬼島參與戰爭的光月家支持者。特徵是方形臉、一頭粉紅色頭髮的青年男子。在眾多討伐的武士中出場鏡頭最多。
道拓（Dotaku）
聲優：麻生智久（日本）；符爽（台灣）
腳上有「月亮」刺青並收到「逆灣月」的武士，後前往鬼島參與戰爭的光月家支持者。特徵是禿頭、黃色鬢角鬍鬚的老人。
阿鐵（Tetsu）
聲優：高階俊嗣（日本）；宋克軍〈ep.947－949〉→孫中台〈ep.983〉（台灣）
原兔丼的囚犯，後前往鬼島參與戰爭的光月家支持者。特徵是青綠髮頂髻的中年男子。
阿喬（Jo）
聲優：荒井聰太（日本）；符爽〈ep.947－949〉→宋克軍〈ep.983〉（台灣）
原兔丼的囚犯，後前往鬼島參與戰爭的光月家支持者。特徵是金髮扎馬尾辮的青年男子。
漢吉（Hanji）
聲優：増谷康紀（日本）；孫中台〈ep.947－949〉→符爽〈ep.983〉（台灣）
原兔丼的囚犯，後前往鬼島參與戰爭的光月家支持者。特徵是淡紫髮和頭頂橙色莫霍克的中年男子。
番三郎（Banzaburo）
聲優：藤本隆弘（日本）；宋克軍→符爽（台灣）
光月家家臣，鍬燒的侍官。41年前向光月鍬燒報告御田至今一生的經歷。从个人角度非常赞同光月御田所作所为，认为其具有英雄气概。在御田从海外归国和参加花都传说之战不在时，继续侍奉照顾光月御田一家三口。

#### 黑道
由豹五郎所率領的自身200名兵力加上「兔丼」囚犯採石場的3,500名兵力，以光月家之名前來討伐海道與黑炭大蛇。

##### 黑道老大
豹五郎（Hyogoro）
聲優：西村知道（日本）；宋克軍（台灣）
年齡：70歲，生日：2月14日，身高：100公分，血型：S型，星座：水瓶座，出身地：和之國，喜歡的食物：大吟釀，霸氣：武裝色。
原和之國「花都」頭號黑道，旗下有200名兵力，外號「花之豹五郎」（Hyogoro of the Flower），人稱「豹大叔」（Grandpa Hyo）。身材瘦小的戴墨镜年長男子，留著水藍色火焰造型的頭髮、鬍子。會使用高階的武裝色霸氣（流櫻），身份上可說是教導魯夫高階武裝色霸氣的師父。妻子已故（聲優：佐藤智惠（日本）；詹雅菁（台灣））。
20年前是和之國的頭號黑道，一統「花都」地下社會的龍頭大哥，在其他五個地區的黑道大哥那也很有面子，受人民敬仰、亦照顧人民的黑道大頭領，有「豪劍」之名。44年前為御田引發的「後宮之亂」當和事佬，反而參與亂鬥。41年前參與「山神事件，在看到御田的活躍表現後撤退。他是一個實力與聲望兼備的真正俠客，光月御田從年輕時就很崇拜他，據傳靠他的聲望可以召集，錦衛門推翻黑炭大蛇和海道所需要的5,000名人力。因為不肯屈服海道與黑炭大蛇而被擒，且其部下被殺16名，包括妻子也同被殺害，被和之國國民認為已經死去。
現為兔丼监狱附設囚犯採石場服刑的犯人，因為體弱僅能採取少量石子換取微薄的糧食，後來一度被採石場管理者多彭出手毆打和吞進後者身上的河馬腹裡，被出手擊敗多彭的魯夫和基德所救，對抗羊駝人期間显示不会见闻色霸气，需透過魯夫協助數度避開敵方攻勢，為回報魯夫遂親自教導高階武裝色霸氣的攻擊，並一招弹开打败使之昏厥，这令QUEEN也对其重新感到兴趣当年的黑道大哥尚在。之後在鲁夫、雷藏、格列佛面前下定决心亮出自己的身分以及尝试说服和救出其他4位黑道頭領带领一起起義反抗，再者一起享用了年糕小豆汤。BIG·MOM闯入袭击时，因为鲁夫劫难之际初次发动「流樱」就超越自己使出的流樱得以脱险，但是尝试让其再次发动而挺身冒险，失败后兩人打飞陷岩壁但因自己及时发动武装色防御而不死，两人一起被其拿铁尺追逃窜整个兔丼监狱引起破坏，同时其他4位黑道頭領带领亲眼睹混乱现场。金色神樂當天負責率領「兔丼」的囚犯們，不料卻中了QUEEN的新瘟禍彈「冰鬼」，不過在被感染時反而並沒有因此失去自我，反而激發出戰鬥力，還成功擊敗巡邏組組長布袋，之後在鬼島大廳與其他武士們觀看魯夫與海道的最終決戰，在魯夫勝利的那一刻高聲歡呼。大戰落幕後確認生還，與眾人出席慶祝勝利的宴會。

怒髮光拜
花之一刀流，全身散發出火焰般的高能量，打出強大的劍氣。招式名字则取自于佛像背后的光背和佛怒像。
大昌（Omasa，大政）
聲優：服卷浩司（日本）；孫中台（台灣）
和之國「兔丼」黑道老大，外號「血文字大昌」（Blood Letter Omasa）。:
囚禁兔丼监狱服役的犯人，外貌特征是一个身材高大，戴帽黑人鬈发龇牙嘴上四条长须的男性，受魯夫和豹五郎等人解救受撼动，並與豹五郎一同參與起義反抗黑炭大蛇。
綱吾郎（Tsunagoro，綱五郎）
聲優：高塚正也（日本）；符爽（台灣）
和之國「白舞」黑道老大，外號「破斗笠綱吾郎」（Broken Hat Tsunagoro）。
兔丼监狱设立囚犯制铁场服役的犯人，外貌特征是一个嘴上扬叼牙签、浅色发头顶束发留马尾，整体形象像一个稻草人的高挑男性，受魯夫和豹五郎等人解救受撼动，並與豹五郎一同參與起義反抗黑炭大蛇。
阿蝶（O-Cho）
聲優：水澤史繪（日本）；詹雅菁（台灣）
和之國「鈴後」黑道老大，外號「夕顏阿蝶」（Moonflower O-Cho）。
囚禁兔丼监狱服役的犯人，外貌特征是一个留蝶形发髻插发簪、额前留一束长卷发的女性，受魯夫和豹五郎等人解救受撼动，並與豹五郎一同參與起義反抗黑炭大蛇。
彌太唄（Yatappe，彌太平）
聲優：增谷康紀（日本）；宋克軍（台灣）
和之國「希美」黑道老大，外號「蛇之目彌太唄」（Snake-Eyes Yatappe）。
囚禁兔丼监狱服役的犯人，外貌特征是一个身高高，短鬈发嘴边留一圈胡子的中年男性，受魯夫和豹五郎等人解救受撼动，並與豹五郎一同參與起義反抗黑炭大蛇。

##### 狂死郎一家
由傳次郎（狂死郎）所帶領的200名黑道成員，以「黑炭家」身份當臥底，後期以「光月家」的名義，前來討伐海道和黑炭大蛇。
狂死郎（Kyōshirō）
別名「瞌睡狂死郎」，一般人尊稱「狂死郎老大」。和之國黑炭家御用兌錢商，也是當地名為狂死郎一家的黑道頭目，實際上真實身份是光月家的紅鞘九人男之一「傳次郎」。
阿郭（Kuni，阿國）
聲優：松山鷹志（日本）；符爽、孫中台〈總集篇〉（台灣）
狂死郎一家流氓3人組的帶頭者。沒有眉毛的長臉男子，因為故意對喬裝成路邊蕎麥麵攤販的香吉士找碴和任意將食物砸落地面，被香吉士一腳踹到地上後強逼吃掉撒在地上的蕎麥麵。偕同傳次郎（狂死郎）與其家族，以光月家名義前來討伐「海道」及「黑炭大蛇」。
阿邦（Kaku，阿角）
聲優：沼田祐介（日本）；孫中台（台灣）
狂死郎一家流氓3人組之一。留著三角髮型戴著護目鏡的長頸男子，因為故意對喬裝成路邊蕎麥麵攤販的香吉士找碴和任意將食物砸落地面惹毛香吉士，在看到阿郭、阿介分別被香吉士和佛朗基教訓了一頓後，嚇得回到花之都的左京向狂死郎稟報此事。偕同傳次郎（狂死郎）與其家族，以光月家名義前來討伐「海道」及「黑炭大蛇」。
阿介（Suke）
聲優：大久保利洋（日本）；宋克軍（台灣）
狂死郎一家流氓3人組之一。身形壯碩的墨鏡男子，因為故意對喬裝成路邊蕎麥麵攤販的香吉士找碴和任意將食物砸落地面，甚至將小南子的蕎麥麵打在地上不准她吃，被佛朗基從高處過肩摔。偕同傳次郎（狂死郎）與其家族，以光月家名義前來討伐「海道」及「黑炭大蛇」。

### 大名家族
五個「大名家族」分別是「霜月家」、「風月家」、「天月家」、「雨月家」、「黑炭家」，後來黑炭家用計成功奪取將軍之位，統治和之國二十多年，風月家、天月家、雨月家大名與勢力消滅殆盡，斬草除根，只有霜月家大名康家改名易容逃走，並收養南子躲避。

#### 霜月家
20多年前侍奉光月家的五個「大名家族」之一，統治和之國「鈴後」和「白舞」地區，族人以頑強不屈的意志聞名。黑炭大蛇接管和之國後，剩餘族人非死即流亡。「霜月（しもつき）」在日本和曆裡為「11月」的別稱。
霜月龍馬（Shimotsuki Ryuma）
聲優：細谷佳正〈MONSTERS〉／長〈殭屍〉（日本）；孫中台→宋克軍〈殭屍〉（台灣）
年齡：享年47歲，生日：11月6日，身高：179公分，星座：天蠍座，血型：XF型，出身地：偉大航路「和之國」鈴後，喜歡的食物：咖哩。
霜月家一員，和之國大劍豪，一生未嘗過敗績，能夠一瞬間將對手砍倒，也是傳說中將飛龍斬落的武士。索隆的祖先。
外貌穿著兩臂寫有「龍」字樣的和服，頭上有丁髷，左眼有傷痕，獨眼武士，腳穿傳統日本木屐，持有名刀為大業物二十一工「秋水」，為他身經百戰煉成的「黑刀」。在世時被世人被冠為「大劍豪」、「英雄」，死後更是被奉為「刀神大人」。數百年前在和之國被稱為「黃金之國」名揚四海時，讓想要黃金的海賊和世界貴族等海外敵人，讓他們和全世界見識到和之國武士的強大，斬殺國都上空的龍也是他的諸多傳說之一。
在龍馬過世後，比照鈴後的常世之墓，遺體和配刀秋水被供奉祠堂，但在23年前其遺體和秋水皆被盜走，使和之國的武士們悲憤不已。後來被月光·摩利亞的手下醫師赫古巴庫改造成殭屍將軍之一，並被放進骷髏人布魯克的影子，在恐怖三桅帆船與後代羅羅亞·索隆激戰，被索隆以一刀流「飛龍火焰」擊敗，最後贈予秋水後燃燒淨化，影子也回到布魯克身上。
同時該角是《尾田榮一郎短篇集WANTED!》〈MONSTERS〉中的同名主角，全名「龍馬·基克」（龍馬·THE KING）。劇中描述年輕時的龍馬偶然在某座城鎮裡邂逅年輕的女服務生芙蕾雅與後者的救命恩人西拉諾，但和芙蕾雅意外查覺西拉諾與手下7年前惡意吹響龍角笛呼喚飛龍，摧毀芙蕾雅的故鄉藉此沽名釣譽的實情後，龍馬憤而出手擊敗西拉諾和斬落襲擊城鎮的飛龍，事後告別芙蕾雅再度踏上旅程。
霜月康家（Shimotsuki Yasuie）
聲優：島田敏（日本）；孫中台（台灣）
年齡：享壽71歲，生日：4月2日，身高：155公分，星座：牡羊座，血型：F型，出身地：和之國，喜歡的食物：白米。
霜月家一員，和之國「白舞大名」。初登場時以惠比壽鎮的奉承專家身分出現，也是惠比壽鎮的人氣王被誉为“佛”。自稱「土康」（多康），通稱「老康」，被索隆稱做「老髒」。其真實身分為曾經服侍光月家族的「白舞大名」霜月康家，別名「刺蝟康」，是南子的父親。身形稍矮渾厚，蓬鬆的深藍色頭髮紮成一個髮髻，本來的髮型很像刺蝟。過去表情十分嚴肅，不苟言笑，之後因吃了失敗的SMILE果實，而變得時常滿臉笑容。由此性格開朗、容易興奮，對索隆做過的事大力讚賞，但也有一點自卑。
全盛時期為頗具威嚴的人物，曾在紅鞘九人眾不懂事盗窃钱财時，訓斥他們作為光月家臣要輔佐主君，但仍資助他們。出拳教育和当时将军光月锹烧断绝父子关系的光月御田尚未成为独当一面的武士，一起比试剑术切磋的对手。後來黑炭大蛇背叛光月御田奪權後，曾襄助光月一族勢力起兵對抗黑炭大蛇，但由於四皇海道介入而以失敗告終。家道中落後迫於生活窮困，靠太鼓和奉承他人维生，女兒南子被賣往花之都擔任服侍花魁的見習遊女，遂藉著南子提供給他的薪水假装景气添購物資救濟窮困民眾。曾自稱是專門在丑時3刻（凌晨1點45分）劫富濟貧的「丑三小子」，但被处刑前否認此身份，目的为了吸引注意。
因為偶遇不慎迷路且沒帶錢的索隆，請對方吃壽司，加著在賭場逗留期間察覺索隆的過人賭運，轉而帶領對方前往財神鎮。多康拿著光月家的傳單詢問勘十郎等人決戰是否就要來臨，隨後為了引開黑炭大蛇及其部下的目光，以及暗地在罗煞镇监狱时知會協助光月一族的被捕的志士們新集合地点，刻意讓自己被黑炭大蛇逮捕判以磔刑，並由自己將黑炭大蛇因不明緣故察覺光月家的預謀叛變扛下所有責任，押至刑場時真实身份为白舞人认出和惠比寿镇民涌上花都反对，向和之國群眾演说黑炭大蛇乃侵蚀和之国山河乡野的害虫说和留下遺世詞「恩將仇報黑炭郎，強吞御田飽私囊。奈何器小膽如鼠，輾轉廿載壞肚腸」揭露過往黑炭大蛇背叛光月御田的奪權事件，後被黑炭大蛇開槍连同场上多发射击處決，了無遺憾的死去。其的死亡引发不惜涌来的全体惠比寿镇居民包括南子身不由己地“哄然大笑”，索隆对此不理解和愤怒后才从日和那里听说一切的罪魁祸首都是失敗的SMILE果實控制情緒所导致的。鬼島大戰落幕後，由錦衛門將其安葬於鈴後。
南子（Toko，子瀚、户子）
聲優：菊池心（日本）；連婉鈞（台灣）
年齡：6歲，生日：10月5日，身高：89公分，星座：天秤座，血型：F型，出身地：和之國，喜歡的食物：山五郎的十八番蕎麥麵。
初登場時以服侍花魁小紫的「禿童」（未滿10歲的見習遊女）出現，通稱「小南子」/「小户子」，在介绍自己名字時會說加個子就變成「男子」（「阿户子」）而開懷大笑。其真實身分為多康收養父母雙亡的養女，粉紅色齊瀏海短髮。因吃了失敗的SMILE果實，成為時常滿臉笑容，甚至悲傷時也會笑中帶淚，使得周遭的人也會被逗笑。出身惠比壽鎮，因為家境過於貧困，被賣至花都擔任花魁小紫身邊的見習遊女，是少數知道小紫為光月日和的摯友，小紫每天也被这孩子开朗所拯救。私底下將自己賺來的薪資交給父親，讓他資助窮困的鄉民而自己有时会想念父亲与他一起玩耍。
在花之都，一開始動畫增加在「蛤蟆油小販」與騙人布第一次見面成好友。因聞名香吉士的「独门十八番」蕎麥麵，前去排隊買麵時被狂死郎一家搗亂，香吉士為此補償她被狂死郎一家打翻的份而再給一份麵，謝過香吉士後回到遊行的工作。後來在小紫眾人服務黑炭大蛇的期間，因為耳聞黑炭大蛇宣稱光月一族未滅亡之事不慎哈哈大笑，導致小紫為庇護她而當眾掌摑黑炭大蛇。後來與未死的小紫逃亡至鈴後，被黑炭大蛇派的手下鐮藏追殺到劫道橋，所幸得到索隆解救，一起進到到北方墓場的房子中休息。在得知父親被捕後就急忙趕往花之都，親眼目睹父親被黑炭大蛇處決悲痛不已，但因SMILE果實的影響而無法悲傷大哭，只能帶著笑容面具看著父親死去，在混亂中被草帽海賊團成員們輪流保護。事後在鬼島祭典施放天燈向父親致謝。
霜月牛丸（Shimotsuki Ushimaru）
聲優：竹內良太（日本）；符爽→宋克軍（台灣）
霜月家一員，為曾經服侍光月家族的「鈴後大名」。和之國大劍豪霜月龍馬的後代，振子的弟弟，索隆的舅公。是個用劍的高手，外型和揮刀姿勢與索隆相似。經常帶著一隻狐狸。
20年前，海道入侵和之國時戰敗和其他大名一同被監禁洞穴裡，監禁期間海道將自己的女兒大和同樣囚禁同一地方，看到大和出示御田遺留的航海日誌，知道大和也想與和之國並肩作戰的決心後，和其他兩位大名協助破壞洞穴幫助大和逃離，而自己則和兩位大名已餓肚子體力不足的狀態下再次挑戰海道，最終敗北而亡。
牛鬼丸／鬼丸（Gyukimaru／Onimaru）
聲優：白熊寬嗣（日本）；孫中台（台灣）
種族：狛狐，年齡：69歲，生日：11月19日，身高：428公分（人型），星座：天蠍座，血型：X型，出身地：和之國「鈴後」，喜歡的食物：油炸豆皮。
劫路賊僧兵，自稱「牛鬼丸」，專門搶劫並收集大量武器，被索隆形容像武器收藏家。头身硕大的穿白衣包裹头部男性，背上都是收集而来的兵器，臉上的花紋像是戴了狐狸面具。性格不谙人情和顽固。
動物系「幻獸種」「人人果實 大入道型態」能力者，能變身為大入道。
真實身分為霜月牛丸的搭檔、本名為鬼丸的「狛狐」。13年來接替被捕的河松以「牛鬼丸」的身分在劫道橋搶奪武器。在他盜走秋水並物歸原處後，與索隆在鈴後展開決鬥，決鬥中因鐮藏追殺子翰而被打斷，接著一旁仔细观察不只一次地趁索隆對付鐮藏露出破綻发动攻擊，當他看到索隆成功擊敗鐮藏後感到满足，拿走了另一把鐮藏的武器就離開現場。之後他被索隆擊敗，同時見到失散多年的河松而感動落淚，在引導他們前往武器的藏匿處後就變回原本的模樣獨自離去。鬼島大戰落幕後與河松一同出現在鈴後。
霜月耕三郎
霜月家一員，名刀匠暨劍豪，打造了名刀「和道一文字」和「閻魔」。在55年前非法離開和之國。
霜月振子
霜月家一員，牛丸的姐姐，索隆的祖母。在55年前隨同霜月耕三郎非法離開和之國。
地獄釜蓋目我點番血郎
聲優：不明（日本）；符爽（台灣）
霜月家家臣，康家的隨從，白舞的財政管理人。

#### 風月家
風月飯糰（Fugetsu Omusubi，風月御結）
聲優：島田岳洋（日本）；符爽（台灣）
風月家一員，曾經服侍光月家族的「希美大名」。髮型像飯糰的中年男子。
20年前，海道入侵和之國時戰敗和其他大名一同被監禁洞穴裡，之後知道大和也想與和之國並肩作戰的決心後，和兩位大名在體力不足的狀態下再次挑戰海道，最終敗北而亡。鬼島大戰落幕後，由錦衛門將其安葬於鈴後。
風月貴三郎
風月家一員，刀匠。

#### 雨月家
雨月天婦羅（Uzuki Tempura，雨月天麩羅）
聲優：齊藤次郎（日本）；孫中台（台灣）
雨月家一員，曾經服侍光月家族的「兔丼大名」。髮型像天婦羅的中年男子。
20年前，海道入侵和之國時戰敗和其他大名一同被監禁洞穴裡，之後知道大和也想與和之國並肩作戰的決心後，和兩位大名在體力不足的狀態下再次挑戰海道，最終敗北而亡。鬼島大戰落幕後，由錦衛門將其安葬於鈴後。
雨月淚
雨月家一員，兔丼囚犯。

### 黑炭家相關者

#### 黑炭家
原是侍奉光月家的五個「大名家族」之一，当初大蛇祖父夺权失败後家族被除名，后來大蛇用計成功奪取將軍之位，統治和之國二十多年。旗下有一萬名隊員，分為御庭番眾與巡邏組兩大部隊。在大蛇被海道背叛斬首後，其一萬名隊員全部投靠百獸海賊團旗下。
黑炭大蛇（Kurozumi Orochi）
聲優：岩崎博（日本）；宋克軍（台灣）
年齡：享年54歲，生日：9月23日，身高：350公分，星座：處女座，血型：XF型，出身地：和之國，喜歡的食物：八塩折之酒、秋刀魚。
和之國前任將軍，是個秉持鎖國政策、殘暴的獨裁君主，讓和之國百姓面臨饑荒，被其原主子霜月康家嗤笑为江山“害虫”。頭頂上左邊戴著皇冠，右邊綁著髮髻，有著紫色的髮型，穿著黃色花點和服，背後披著有花紋的黑色斗蓬。派系是「大蛇二刀流」，手持一把大型手槍。
動物系「幻獸種」「蛇蛇果實 八岐大蛇型態」能力者，能變身為八岐大蛇，即使被斬首，也可以再復活，但一共有八條命，復活後會失去一頭，當八頭全部被斬斷後就會死去。
原本是光月家的臣子，但从黑炭日暮得知祖父藉著毒殺其他大名家族成員奪權未遂而自盡謝罪、其餘家族成員受祖父罪名牽連遭所谓正义之士趕盡殺絕的實情後，為了复仇蹂躏所有和之国人民，开始到处收集钱财和工匠武器目的攀登高处繼任將軍处心积虑多年，不惜顶替病重的光月锹烧下令，並背叛主張解除鎖國政策的光月御田發動政變，在被海外归来的御田即将暗杀时，靠着屏障果实和裹挟人质保住性命并且道出自己成为一国之君的真实想法，欺骗御田说自己五年后就会卸任将军等到大船完成就会和百兽海贼团一起离开，因此御田当时被迫妥协下跪道歉并开始每周到花都跳裸舞表现忠心，而且每周到乡探访人质回归情况，间接导致光月御田被人民误会为「傻瓜殿下」。后来为在九里建立新工厂撕毁与御田五年约定，引发御田与凯多在花都“传说之战”，通过黑炭日暮使之战败后親自主持釜烹之刑处决光月御田和赤鞘九俠，在处刑现场不仅阻扰狙击民众声援御田，还因过度忌惮御田在其完成克服釜烹之刑后出尔反尔改为枪决行刑而且打算连同光月母子斩草除根，最终偕同百獸海賊團成功迫害光月一族並統治和之國实施“闭关锁国”20年，並建立武器工厂协助提供新世界武器，由此即便作為非世界政府加盟国，但有着与CP0面对面谈判的地位。
奪權篡位後，發布禁止持有武士刀和開授武術教學道場的法令，派遣殺手追殺任何有關光月一族、支持革命、主張開國主義出海的人士，而對光月時的預言很害怕。因反感每天死人而哭哭啼啼的破落鎮居民，命令手下將失敗的SMILE果實混入殘羹剩飯中流出城外，因而產生有如戴上微笑面具的財神鎮。
和CP0見面商談武器貿易的期間，再度重申堅持鎖國的態度，並出手攻擊CP0成員。相當迷戀花魁小紫，想让她作自己的妻子，在宴席期間因為發表光月一族伺機復仇的言論在场其他宾客和艺妓不以为然，加上聽聞小南的笑聲，誤認對方嘲笑自己遂試圖除掉小南，被出面制止的小紫當眾掌摑，变身后主脑袋咬衔小紫泄愤和遷怒周遭大发雷霆；隨後對狂死郎斬殺小紫一事感到驚愕，將一切歸咎於被罗宾等人带走的小南，派了刺客追殺。听说在花之都引起騷動的霜月康家自稱是丑时小子后，不仅全身发抖、停止悲伤发怒宣布立即将之处以磔刑并面向全国转播在罗煞村监狱过程，对外宣布其罪状把他作为花魁小紫的陪葬者处理，后由自己执行枪决。在決戰前夜得知光月家討伐計畫，並派部下將前往刃武港去路的橋和船上都炸毀。偕同御庭番眾與其部下前往鬼島與百獸海道參與金色神樂，當天派三艘軍艦將武士全部消滅。從堪十郎口中得知阻止紅鞘九人眾的計畫失敗，對於光月家來到鬼島感到不安，準備將堪十郎抓來的桃之助進行公開處刑，之後得知「百獸」海道想要強佔和之國並取代其地位，認為自己被海道欺騙，不料卻在起身反抗時當著眾屬下的面前被海道斬首，但因其果實能力而大難不死，在福祿壽陪同下於鬼島四處縱火。後來與紅鞘九人眾狹路相逢，再度以八岐大蛇型態攻擊他們，卻反被斬斷六個頭擊敗。不過依舊大難不死，躲在暗處全程觀看犬嵐與JACK的最終決戰，並親眼目睹JACK戰敗。
逃離鬼島後再度遇見以花魁小紫身份出現的日和，但在兩者獨處期間，被日和設局用海樓石釘子刺傷，最後企圖與日和同歸於盡，不料卻被突然冒出來的傳次郎斬斷最後一個頭，並被日和縱火而亡。
黑炭勘十郎（Kurozumi Kanjuro）
聲優：山崎巧（日本）；宋克軍（台灣）
年齡：享年34歲（20年前穿越時），生日：7月21日，身高：347公分，星座：巨蟹座，血型：X型，出身地：和之國「九里」，喜歡的食物：刺身裡的萵苣卷、白菜卷，討厭的食物：桃子，興趣：水墨畫，代表的動物：杜鵑，霸氣：武裝色、見聞色。
和之國武士，原光月家「紅鞘九人男」之一，外號「陣雨勘十郎」（Evening Shower）。
原「希美」妖怪，是會襲擊活人或盜取死人頭髮來製造筆販賣的變態。隨身攜帶大枝毛筆的紅色長髮高大男子，穿著類似於日本歌舞伎的衣服。其真實身分是黑炭家的分家成員，全名「黑炭勘十郎」（黒炭 カン十郎），為黑炭大蛇安插在光月一族裡的內奸。武器名為「辻死梅」（Tsuji Shibai）。
超人系「筆筆果實」能力者，能將自己繪畫的事物化為現實，使用能力時必須要以隨身攜帶的毛筆作為媒介來「畫出」事物才能使能力生效，似乎只要是能力者所繪畫出的圖樣，都可以根據能力者的意思自由幻化成形，甚至連食物和生物也能夠繪畫出來，但是能力者的畫工造詣和認真畫圖的程度，也會影響繪製出來的東西實用性，繪畫顯像事物遇水溶化是其缺點。
大眾劇團出身，多年前父母在舞台演出期間遭和之國民眾殺害，失去內心而靠著扮演他人苟活世間，黑炭大蛇向光月一族復仇後與之相認，將惡魔果實交給他服用，為回報黑炭家協助復仇，勘十郎遂利用自身出色的演技混進光月一族，暗地挪用光月一族的作戰經費和通報作戰情報給黑炭大蛇。20年前九里城被海道縱火時，被光月時傳送至20年後的五人之一。
穿越後原先與錦衛門、雷藏和桃之助正要前往佐烏，且暗地將雷藏的所在地的情報給百獸海賊團，後不幸在海上遭逢意外，雷藏於意外失聯後，與錦衛門、桃之助則漂流至多雷斯羅薩，被多佛朗明哥為首的敵人圍剿，堪十郎為了爭取時間讓錦衛門和桃之助逃走，遭對方抓走囚禁於島上的「玩具之家」。其後錦衛門與桃之助為營救他，隨同草帽海賊團抵達多雷斯羅薩。後和錦衛門成功會合，使用果實能力幫助受困的對象逃走。到達地面後使用果實能力幫助追捕騙人布的追兵爬上王之高地舊址的山崖，並辯解把他們誤當作避難群眾，事後亦因幫了多佛朗明哥的追兵而被騙人布責罵，其後騙人布反利用勘十郎的能力繪製頭像並包覆在特製子彈裡，將其射出並再度嚇暈砂糖，成功解救險些被砂糖變成玩具的魯夫和羅，多佛朗明哥被打敗後也跟著錦衛門和草帽海賊團搭上千陽號，抵達佐烏和桃之助等人會合。
和之國篇協助草帽海賊團、哈特海賊團和光月一族的聯盟對抗黑炭大蛇和海道勢力，金色神樂前夕，以光月家名義討伐黑炭大蛇。在小船上向成員表明自己的真實身分，準備協同百獸海賊團的戰船殲滅「赤鞘九人男」時被忽然出現的魯夫等人、羅、基德、傳次郎打斷計畫，遂用果實能力阻斷一行人拯救桃之助，將其帶往鬼島那邊，但因在鬼島上被百獸海賊團誤認是敵人，此後毒打桃之助，來到大蛇與海道身邊回報殲滅紅鞘作戰失敗消息。之後前去阻止到抵達鬼島後門的赤鞘武士，並與菊之丞展開決戰，最終被菊之丞擊敗。大難不死後以能力畫出光月御田的人像襲擊赤鞘一行人，準備再次行動刺殺桃之助，后被悲愤交加的锦卫门含泪当场斬杀。不料依舊苟延殘喘，最後奉大蛇之命傾全身之力繪畫出累積黑炭家怨念的火焰妖怪「火前坊」點燃鬼島武器庫接著倒下逝去。
名字取自日本战国时代的武將織田信胜的幼名「勘十郎」。最初設定為一個馬尾男子，稱號則為「濡烏（页面存档备份，存于）勘十郎」。

畫中雀（聲優：粗忽屋東品川店（日本）；許淑嬪（台灣））
先以隨身攜帶的毛筆作為媒介來「畫出」一隻頭頂和後頸為栗色，面部白色，嘴唇為香腸嘴的奇特麻雀，麻雀本身具有生命，可發出叫聲、自由行動並可乘載兩人飛向空中。但由於堪十郎畫得很草率的緣故，因此被旁人吐嘈麻雀要十分費勁才能夠飛起來。
升龍（聲優：山口龍之介（日本））
先以隨身攜帶的毛筆作為媒介來「畫出」一條有著豬鼻子，長著四隻腳的龍，可以一次性的讓多數人乘坐，從低處攀爬至高處。但由於堪十郎畫得很草率的緣故，因此該條龍不會飛翔，只能緩慢且吃力地爬行。還被旁人吐嘈畫出來的龍像是噁心的生物，只有羅賓覺得很可愛。其被魯夫等人取名為「龍之助」（りゅうのすけ）。
貓左衛門（聲優：日比愛子（日本））
先以隨身攜帶的毛筆作為媒介來「畫出」一條有著山形鼻子，塗鴉般眼睛的奇特臃腫貓咪，可以一次性的讓多數人乘坐，從低處攀爬至高處。但由於堪十郎畫得很草率的緣故，只能緩慢且吃力地爬行。貓左衛門在攀爬佐烏時不幸遇到「噴火雨」，接觸水分後隨之融化了。
虎三郎（聲優：待查（日本）；符爽（台灣））
先以隨身攜帶的毛筆作為媒介來「畫出」一條看似半狸貓造型，有著水滴型鼻子的奇特老虎，可以一次性的讓兩人乘坐，從低處攀爬至高處。但由於堪十郎畫得很草率的緣故，只能緩慢且吃力地爬行。
分身
先以隨身攜帶的毛筆作為媒介來「畫出」自己的模樣，藉此混淆他人的視聽，畫出來的分身被攻擊後便會消失。
火前坊
聲優：山崎巧（日本）；符爽（台灣）
勘十郎奉大蛇之命，傾全身之力繪畫出累積黑炭家怨念的火焰妖怪。
黑炭日暮（Kurozumi Higurahi）
聲優：江森浩子（日本）；連婉鈞（台灣）
稱號及外貌為丑時之女的老太婆。前任超人系「模仿果實」能力者。
曾经靠变身能力流亡和之国海外并收获「蛇蛇果實 八岐大蛇型態」，告知大蛇黑炭家族因祖辈权力斗争失败被追杀内情并劝诱其吞下果实，再者让大蛇开始到处筹划大量资金，利用和之国刀匠技艺打造武器库的夺权计划。利用自己能力假冒光月父子用計幫助大蛇奪位，後在传说之战戰場假冒桃之助以为被抓，使御田分心而被海道擊敗，最後被海道處死。
黑炭蟬丸（Kurozumi Semimaru）
聲優：山口太郎（日本）；符爽（台灣）
稱號及外貌為「琵琶法師」的老頭子。前任超人系「屏障果實」能力者。
绝大时候沉默闭目弹奏，曾以能力擋下光月御田對大蛇的愤怒攻擊，數年後過世。
黑炭玉（Kurozumi Otama）
黑炭家的後裔。

#### 御庭番眾
御庭番眾（Oniwabanshu），原名「大蛇御庭番眾」，是和之國將軍直屬忍者部隊，總共五千名隊員，主要幹部為11位。負責保護將軍免受任何潛在威脅，原先隸屬光月家，在壽喜燒死後隨即向黑炭大蛇投誠，導致成員之一的忍心生不滿離隊，平時都是一起出現，都很害怕妖怪鬼魂一类，如荒骷髏。黑炭大蛇被斬首後，隊長福祿壽假意宣布全員加入百獸海賊團，後來和斬首後生還的大蛇一起放火毀鬼島。
福祿壽（Fukurokuju）
聲優：尾形雅宏（日本）；孫中台（台灣）
年齡：61歲，生日：3月29日，身高：221公分，星座：牡羊座，血型：X型，出身地：和之國，喜歡的食物：大福。
御庭番眾隊長，特技是「耳垂震擊」，通常負責下令而不親自動手。特徵為長脑袋、下巴留十字胡子，身穿紫色袈裟的带太阳眼镜中年男子，是光月家家臣霧隱雷藏的宿敵。20年前就已是黑炭家的手下，頭骨還是正常人大小。
在大蛇城下令部下追捕羅賓等入侵者。在罗煞村监狱前，手持草帽海賊團的懸賞單，命手下隨便抓一個拷問目的。前往鬼島與百獸海賊團參與金色神樂，在黑炭大蛇被海道欺騙殺害後，他完全驚恐地看著，假裝投降凱多。後與大難不死的大蛇在鬼島四處縱火，接著與雷藏展開最終決戰，一度以枷鎖束縛彼此，但最終被火全坊的火焰波及嚴重燒傷而倒下。

忍法·耳垂爆竹（忍法・耳たふクラッカ）
能將耳垂身長攻擊敵人。
大黑（Daikoku）
聲優：松山鷹志（日本）；符爽（台灣）
年齡：42歲，生日：5月12日，身高：436公分，星座：金牛座，血型：S型，出身地：和之國，喜歡的食物：牡丹餅。
御庭番眾副手，特技是「變化術」，身形高大，頭髮紅蓬鬆，戴有牛角的頭盔，穿著黑綠色和服的男子。20年前就已是黑炭家的手下。
在大蛇城追捕羅賓等入侵者。在罗煞村监狱前亲自宣读家康的罪状和与德雷克、霍金斯共同负责刑场的警备，留意到现场有疑似小紫的女性于是差遣风刃和雷刃捉拿。前往鬼島與百獸海賊團參與金色神樂。
風刃（Fujin）
聲優：半田裕典（日本）；符爽（台灣）
年齡：45歲，生日：2月4日，身高：200公分，星座：水瓶座，血型：X型，喜歡的食物：納豆，出身地：和之國。
御庭番眾隊員，與雷刃是雙搭檔忍者，特技是「滑溜格鬥」，坐騎為粉紅色鯰魚。率领众多不同颜色同款忍者服手下。特徵是棕色馬尾辮髮型，戴著黑頭盔，穿著手裏劍圖樣綠色和服的男子。动画版中会使用武装色霸气。
在大蛇城追捕羅賓等入侵者，期間曾被布魯克嚇得驚慌逃竄。在罗煞村监狱騷動時，受大黑吩咐捉拿小紫后追擊草帽海賊團，之後枫叶林深處時敗給索隆。
雷刃（Raijin）
聲優：粗忽屋東品川店（日本）；宋克軍（台灣）
年齡：45歲，生日：6月4日，身高：200公分，星座：雙子座，血型：X型，喜歡的食物：山芋，出身地：和之國。
御庭番眾隊員，與風刃是雙搭檔忍者，特技是「滑溜格鬥」，坐騎為粉红色鯰魚。率领众多不同颜色同款忍者服手下。特徵是白色尖頭髮，戴著紅色護目鏡和藍黃面具，穿著手裏劍圖樣橘色和服的男子。
在大蛇城追捕羅賓等入侵者，期間曾被布魯克嚇得驚慌逃竄。在罗煞村监狱騷動時，受大黑吩咐捉拿小紫后追擊草帽海賊團，之後枫叶林深處時敗給索隆。
半藏（Hanzo）
聲優：福原耕平（日本）；宋克軍（台灣）
年齡：42歲，生日：8月3日，身高：544公分，星座：獅子座，血型：F型，出身地：和之國，喜歡的食物：麵筋零食。
御庭番眾隊員，特技是「浮游術」，身形非常龐大且敦實穿著全黃色的男忍者，平常在天花板上行動。20年前就已是黑炭家的手下，與迷人女忍者小忍為舊識，不接受她现在外貌反差巨大。
在大蛇城追捕羅賓等入侵者，曾经使用锁链绑住娜美脖子陷入危险，然后小忍出手拯救和击败他。
緒女（Chome，千代女）
聲優：齋藤彩夏（日本）；詹雅菁（台灣）
年齡：14歲，生日：4月24日，身高：150公分，星座：金牛座，血型：F型，出身地：和之國，喜歡的食物：巧克力。
御庭番眾隊員，特技是「定身術」，身形嬌小的圆目少女忍者，黃中長髮上有許多粉色花朵裝飾，穿著短版粉紅色和服背著武士刀。
在大蛇城追捕羅賓等入侵者，十分怕鬼，被布魯克嚇得驚慌逃竄。跟隨部隊前往罗煞村监狱追捕草帽海賊團，前往鬼島與百獸海賊團參與金色神樂。
地獄辯天（Jigoku Benten）
聲優：內海安希子（日本）；連婉鈞（台灣）
年齡：21歲，生日：10月18日，身高：225公分，星座：天秤座，血型：X型，出身地：和之國，喜歡的食物：枇杷羊羹。
御庭番眾隊員，特技是「無聲槍」，相貌秀麗的女忍者，梳紫色髮髻，頭上有骷髏頭发饰，身穿水色和服。
在大蛇城追捕羅賓等入侵者，曾用琵琶攻擊過羅賓。在罗煞村监狱騷動時，曾用琵琶攻擊過索隆。前往鬼島與百獸海賊團參與金色神樂。

忍法·地獄琵琶
利用手中琵琶造型的機關槍無聲掃射。
毘沙門（Bishamon）
聲優：兼政郁人（日本）；宋克軍（台灣）
年齡：28歲，生日：8月1日，身高：182公分，星座：獅子座，血型：XF型，出身地：和之國，喜歡的食物：疙瘩湯。
御庭番眾隊員，特技是「水遁術」，外型像不倒翁。
在大蛇城追捕羅賓等入侵者，跟隨部隊前往罗煞村监狱追捕草帽海賊團，前往鬼島與百獸海賊團參與金色神樂。
風影（Fukage）
聲優：坂田將吾（日本）；宋克軍（台灣）
年齡：43歲，生日：2月28日，身高：192公分，星座：雙魚座，血型：F型，喜歡的食物：壽司捲，出身地：和之國。
御庭番眾隊員，特技是「降靈術」，總是在嘴中咬着卷轴的男性。
在大蛇城追捕羅賓等入侵者，跟隨部隊前往罗煞村监狱追捕草帽海賊團，前往鬼島與百獸海賊團參與金色神樂，後與同伴與要斬殺冰鬼病毒影響的豹五郎時反被其擊敗。
猿飛（Sarutobi）
聲優：平井啓二（日本）；宋克軍（台灣）
年齡：45歲，生日：3月12日，身高：378公分，星座：雙魚座，血型：F型，出身地：和之國，喜歡的食物：獼猴桃。
御庭番眾隊員，特技是「幻術」，戴着恶魔般面具的高大男性。20年前就已是黑炭家的手下，那時還沒有戴面具。
在大蛇城追捕羅賓等入侵者，跟隨部隊前往罗煞村监狱追捕草帽海賊團，前往鬼島與百獸海賊團參與金色神樂。
天箭衛門（Yazaemon，矢左衛門）
年齡：24歲，生日：8月8日，身高：180公分，星座：獅子座，血型：S型，喜歡的食物：串炸，出身地：和之國。
聲優：藤本隆宏（日本）；孫中台（台灣）
身高：180公分。御庭番眾隊員，特技是「箭」，臉上包裹著繃帶的矮小男子。
在大蛇城追捕羅賓等入侵者，跟隨部隊前往罗煞村监狱追捕草帽海賊團，前往鬼島與百獸海賊團參與金色神樂。

#### 巡邏組
巡邏組（Mimawarigumi），是和之國將軍直屬武士部隊，總共五千名隊員，目前已知有5名幹部露脸（已知四男一女），黑炭大蛇被斬首後，由組長布袋宣布全員加入百獸海賊團。原型取自于江户时期的巡警队京都見迴組和新选組和银魂里的真选组以及高杉晋作成立的奇兵队和银魂里高杉晋助所成立的鬼兵队。
布袋（Hoti）
聲優：高塚正也（日本）；符爽（台灣）
巡邏組組長。一頭黄色自然捲髮束成馬尾，戴著墨鏡，叼著牙籤，穿著武士裝的男子，武器為腰間繫著兩把武士刀。伴隨黑炭大蛇參加金色神樂，走在隊伍最前面。後見大蛇為凱多斬殺，立即轉變頭降凱多，被豹五郎評價缺乏武士道精神的男人，最後要斬殺感染冰鬼病毒的豹五郎時反被其擊敗。
飛室（Himuro）
聲優：千葉俊哉（日本）；符爽（台灣）
巡邏組組員，外貌為地藏王菩薩般的巨大石像。與巡邏成員與光月家臣聯盟者們交戰，最終試圖斬殺感染冰鬼病毒的豹五郎時反被其擊敗。
形象取自于地藏菩萨。
雁吠（Gangaru）
聲優：不明（日本）；孫中台（台灣）
巡邏組組員，戴著武士頭盔，穿著和服的男子。與巡邏成員與光月家臣聯盟者們交戰，最終試圖斬殺感染冰鬼病毒的豹五郎時反被其擊敗。
初芽（Hatsume）
巡邏組組員，穿著和服，戴著口罩，頭髮綁成雙馬尾的矮個子女性。與巡邏成員與光月家臣聯盟者們交戰，最終試圖斬殺感染冰鬼病毒的豹五郎時反被其擊敗。
加爾彈（Garudan）
巡邏組組員，戴著兔子面具，穿著和服的長髮男子。與巡邏成員與光月家臣聯盟者們交戰，最終試圖斬殺感染冰鬼病毒的豹五郎時反被其擊敗。

### 花都
小紫（komurasaki）
和之國都城內的最高階花魁「太夫」，真實身分為光月家公主「光月日和」。
港友（Minatomo）
聲優：菅原淳一（日本）；孫中台（台灣）
花都的木工師傅，傳說中的木匠公頭。年齡38歳。在和之國篇因為負責建造海道的宅邸，被光月一族鎖定為臥底調查對象而派遣佛朗基偽裝成木匠「佛朗之介」向其拜師學藝，並肯定佛朗基身為木工師傅的技術。其後坦言自己已將海道宅邸設計圖賣給當鋪，和佛朗基發生衝突而解雇對方。后两人和好，在金色神乐开始前佛朗基已经从其手上重新获取鬼岛地图。
津輕海（Tsugaru Umi）
聲優：上村典子（日本）；詹雅菁（台灣）
花都內年邁的藝妓指導人，頭髮顏色是金黄色，羅賓在和之國偽裝藝妓時的指導師父。被騙人布稱為「燈籠老太婆」。
遠山辻義郎（Toyama Tsujigiro）
聲優：喜山茂雄（日本）；孫中台（台灣）
花都的奉行。因覬覦秋水的以殺人犯藉口短暫拘捕索隆十郎要求他以武士身分切腹自盡，被索隆看穿其實奉行才是殺人犯，最後被索隆砍傷倒下。
義浪狆太郎（Giro Chintaro）
聲優：深川和征（日本）；符爽（台灣）
花都的介錯人。負責索隆切腹儀式的介錯人。
浦島（Urashima）
聲優：鹿糠光明（日本）；孫中台（台灣）
花都的横綱，同時也是來自花都的士族，自稱和之國第一相撲力士。紫桃紅髮色，身形龐大如同小山，個性高傲，瞧不起地位比自己低下的人，屢次以權勢利益追求小菊，但皆被小菊拒絕。喜歡吃狸貓。在博羅鎮參加比賽，於魯夫等人試圖解救玉兒期間，因為命令旗下弟子捉走阿菊和嘲諷觀賽的和之國居民為下人，被阿菊持刀斬落頭上的髮髻，試圖攻擊對方時被魯夫制止，其後主動向魯夫挑戰相撲比賽，最終被魯夫一擊打飛。
老師（Sarahebi）
聲優：小松由佳（日本）；許淑嬪（台灣）
花都的寺子屋女教師，別稱“轆轤老師”，直屬百獸海賊團，為黑瑪麗亞的部下。
銀之介（Ginnosuke）
聲優：不明（日本）；連婉鈞（台灣）
花都的寺子屋學生，留著鼻涕的男童。
千早（Chihaya）
聲優：不明（日本）；詹雅菁（台灣）
花都的寺子屋學生，帶眼鏡綁雙馬尾的女童。
原（Hara）
聲優：魚建（日本）；宋克軍（台灣）
花都的商人，出現在狂死郎的住所。
龜吉（Kamekichi）
聲優：山田真一（日本）；宋克軍（台灣）
花都的瓦版（新聞報紙）送貨員。
割野振四郎（Waruno Furishiro）
聲優：間宮康弘（日本）；宋克軍〈ep.918〉→符爽〈ep.1005〉（台灣）
花都的官員，負責管理武器生產訂單的官員，雖然為黑炭家做事，但他其實對和之國的現狀感到沮喪，在火祭上表達自己的真實感受流下了眼淚。
惡代槓三郎（Akudai Kanzaburo）
聲優：增谷康紀（日本）；符爽（台灣）
花都的官員，接下武器生產訂單的軍火商人。
高尾（Takao）
花都的振袖新造（見習遊女），服侍花魁小紫。
三大禹（Sandayu）
聲優：深川和征（日本）；符爽（台灣）
花都居民，小紫身邊的的保鏢。
半次（Hanji）
聲優：高塚正也（日本）；孫中台（台灣）
當鋪老闆，從港友那邊收到海道宅邸設計圖。
熊五郎（Kumagoro）
聲優：宮崎寛務（日本）；宋克軍（台灣）
花都的長屋居民，因為希望學習房屋設計，向當鋪老闆買下海道的宅邸設計圖，後因為欠錢繳房租轉讓給幸兵衛。
幸兵衛（Kobe）
聲優：麻生智久（日本）；孫中台（台灣）
花都的長者，從熊五郎手裡取得海道的宅邸設計圖，後轉贈給喜歡的藝妓紀瀨川。
黃瀨川（Kisegawa）
聲優：田口奏彌（日本）；詹雅菁（台灣）
花都的藝妓，從幸兵衛手裡取得海道的宅邸設計圖後，因不明用途將其短暫當成鍋墊，後轉讓給時次郎。
時次郎（Tokijiro）
聲優：深川和征（日本）；宋克軍（台灣）
花都的年輕男子，從紀瀨川取得海道的宅邸設計圖後，被駱駝以此物可賣得好價錢為由，將設計圖拿走。
駱駝（Rakuda）
聲優：服卷浩司（日本）；孫中台（台灣）
花都的男子，從時次郎取得海道的宅邸設計圖後，被來自九里的蒙面男子搶走海道的宅邸設計圖。
麻七（Asashichi）
聲優：岩澤俊樹（日本）；孫中台（台灣）
花都的蕎麥麵店老闆，和妻子（聲優：鶴田真希（日本）；連婉鈞（台灣））共同經營，其店面被培濟萬所毀。
犬飼（Inukai）
聲優：服卷浩司（日本）；孫中台（台灣）
花都的官員，在大蛇城參加大蛇將軍的宴會，他曾與狂死郎進行過交談。
鶴江門之助（Tsurue Monnosuke）
聲優：增谷康紀（日本）；符爽（台灣）
花都的奉行，在大蛇城負責宴會廳的看門守衛。
鐮藏（Manslayer）
外號「斬人鐮藏」，花都通緝犯，在都城內多次犯下殺人案，實為黑炭大蛇的手下。蓄有鬍子，頭部和手臂纏繞繃帶，面有笑容的穿和服束黄色长馬尾男子，武器是兩把鐮刀。奉大蛇命令追殺小南的刺客，在鈴後被索隆阻止追殺行動，趁空隙讓索隆的右肩膀受傷，却被反过来奪走其鐮刀使出三刀流一招反擊而败北，刺殺任务失敗後與基德一起被送到「兔丼」處刑，真面目就是奇拉。
黑駒（Kurokoma）
41年前住在花都的人物，黑駒一家的老大，僅出現名字。
阿花（Hana）
聲優：金子有希（日本）；詹雅菁（台灣）
花都的藝妓，25年前作為上百人人質之一和大量武器成為大蛇上交海道的準備，這直接導致御田為解救眼前的百姓人質被迫現場做出妥協行為以及遵守與大蛇五年之約和每周都到花都跳裸舞表現忠心的內幕。20年前後來得救且在花都聽說了御田跳裸舞五年以來的真相，重新視之為和之國的希望與其他人民一起上街到拖時間的受刑者御田身邊激動聲援，但受到大蛇和海道手下阻撓，最終見證御田克服釜烹之刑和被海道槍決的結局。
阿染（Some）
聲優：金子有希（日本）；連婉鈞（台灣）
花都的藝妓，養著一隻名叫「忠治」（聲優：和多田美咲（日本））的小老鼠。
在鬼島戰役時被Queen襲擊，後被香吉士所救，在香吉士打敗Queen後體力不支倒下時在身旁照顧著香吉士，也因此對香吉士產生好感。
浪曲師
聲優：東家一太郎（日本）；宋克軍〈ep.1079〉→符爽〈ep.1085〉（台灣）
花都的寺子屋教師兼浪曲師，在鬼島戰役結束重新講述和之國的歷史。
千利休留（Sennorikyuru）
聲優：高塚正也（日本）；符爽（台灣）
花都的城堡廚師長。和之國第一的廚師兼茶道大師。

#### 惠比壽鎮
鬢豪（Bingo，瓶豪）
聲優：佐藤正治（日本）；符爽（台灣）
原花都僧侶兼殯葬商，後被開除都籍。與分業、凡合同夥賺取火災財。迷戀花魁小紫，被她用言語蠱惑而將房產和家人全部賣掉，換取可以替小紫贖身的錢，在一無所有後跑到遊廓表示想與小紫過一輩子，看到狂死郎在小紫身旁才知道自己被對方利用，與其他受害者意圖趁花魁道中時刺殺小紫，卻馬上被保鑣制服並處以流放之刑。即使知道他是这样的人，康家为之在惠比壽鎮安排了落脚，继续照顾生活。20年前观看光月御田被处刑支持黑炭大蛇的花都群众之一。
文業（Bongo，分業）
聲優：福原耕平（日本）；孫中台（台灣）
原花都的混混，後被開除都籍。與凡合、瓶豪同夥賺取火災財，夜裡四處放火，但因賄賂官差而沒受到懲罰。迷戀花魁小紫，而把所有錢拿去供養小紫而破產，與其他受害者意圖趁花魁道中時刺殺小紫，卻馬上被保鑣制服並處以流放之刑。即使知道他是这样的人，康家为之在惠比壽鎮安排了落脚，继续照顾生活。20年前观看光月御田被处刑支持黑炭大蛇的花都群众之一。
凡強（Bongo，凡合）
聲優：宮崎寛務（日本）；宋克軍（台灣）
原花都的木材商，後被開除都籍。與分業、瓶豪同夥賺取火災財。迷戀花魁小紫，而把所有錢拿去供養小紫而破產。與其他受害者意圖趁花魁道中時刺殺小紫，卻馬上被保鑣制服並處以流放之刑。即使知道他是这样的人，康家为之在惠比壽鎮安排了落脚，继续照顾生活。20年前观看光月御田被处刑支持黑炭大蛇的花都群众之一。
半公（Han）
聲優：椿佑子（日本）；連婉鈞（台灣）
惠比壽鎮的居民，SMILE果實失敗品的受害者。一個圓頭臉缺顆牙，流著鼻涕的小男孩。康家慰問他母親時，要求康家陪他玩並把他背在背上。
阿咲（Saki）
惠比壽鎮居民，紫色头发，抱着婴儿的穿和服年轻妇女。被康家上前慰问孩子们的情况，还抱了孩子。
紅豆婆（Azuki）
聲優：高木早苗〈ep.936～937〉→麗美〈ep.1005起〉（日本）；詹雅菁（台灣）
惠比壽鎮居民，SMILE果實失敗品的受害者。一头欠梳理的白色长发而且缺牙的穿桃色和服矮小老婆婆，和娜美和骗人布交流，被騙人布稱為「紅豆冰婆婆/妖怪小豆婆」。被康家奉承时形容是“小姑娘”而心花怒放。康家被处刑时与镇民一起涌上花都街头阻止。
小糸（Koito）
聲優：角倉英里子（日本）；連婉鈞（台灣）
惠比壽鎮的居民，SMILE果實失敗品的受害者。一頭棕色的頭髮，少了一顆牙齒的小女孩，曾拿水給索隆。
玄林（Genrin）
聲優：不明（日本）；符爽（台灣）
惠比壽鎮居民，患有疝气而且行动不便不能出门。一个咪咪笑，无牙穿着黄色外套的老爷爷。家康不仅亲自上门慰问和捶背，并且准备了一些稗和水以打起精神，他也称赞康家是老好人。康家被处刑时与镇民一起涌上花都街头阻止。
法子（Noriko）
聲優：香里有佐（日本）；連婉鈞（台灣）
惠比壽鎮居民，海苔店的婆婆，需要服药虽然已经没药吃了。康家上前慰问时，正在扫地然后被奉承是“男性杀手”。

### 九里

#### 編笠村
玉兒（Otama，阿玉/小玉）
聲優：潘惠美（日本）；連婉鈞（台灣）
年齡：8歲，生日：3月3日，身高：103cm，星座：雙魚座，血型：F型，出身地：和之國「九里編笠村」，喜歡的食物：紅豆湯、蘋果，討厭的食物：無，興趣：成為妖艷的女忍者的修行，代表動物：麻雀。
九里編笠村裡編製斗笠維生的8歲少女。說話帶著東北方言，習慣自稱「在下」（おら），稱呼魯夫「大哥」，魯夫則稱呼她「阿玉」。深紫丁香色中長髮，平常梳成髮髻。其真實身分是黑炭家的後裔，全名「黑炭玉」（黒炭 玉（くろずみ たま））。
超人系「糰子果實」能力者，可將圈成指環的拇指和食指貼在臉上再向外拉扯產生特殊的糯米糰子，能讓任何食用後的動物變得溫馴聽話，且對SMILE果實的能力者也有效，缺點是能力經過一個月便會失效。對於解除能力恢復正常的動物去留都是尊重對方的意願決定。
幼年父母雙亡，被天狗山飛徹收養，期待光月一族歸來，立志將來要成為妖艷的女忍者。四年前魯夫的義兄波特卡斯·D·艾斯乘船漂流至嚴重飢荒的编笠村時，一度被村民綑綁起來，艾斯非但沒有還手，還主動將船上的食物分給居民，令包含玉兒在內的所有居民不勝感激。
在海道駐紮和之國、迫害光月一族並在國境裡設立工廠後，因為编笠村被海道旗下海賊團船長X·多雷古所滅造成生活環境困苦，加上長期靠食用稗麥果腹和飲用遭工廠汙染的河水導致健康惡化，但因過去艾斯承諾當她成長為妖艷的女忍者時就帶她出海，使她堅持留在九里等待艾斯再次造訪。
偕同寵物狛千世上街購物期間，遭隸屬海道旗下的海賊集團搶走身上所有物品，被綁架時被剛好經過的魯夫解圍，為感謝魯夫而拿天狗買給她的米飯招待對方，同時透過魯夫轉述得知艾斯的死訊。被海道旗下幹部赫戴姆看中其馴服動物的能力而被擄走，獲魯夫等人解救後用能力馴服海道旗下幹部斯皮德，經由斯皮德護送返回編笠村的途中遭遇海道襲擊重傷，其後被犬嵐公爵所救且受到喬巴的醫治已無大礙。後與喬巴、桃之助、小菊一起發現昏倒的BIG MOM，先將她帶往破落鎮，再引導去兔丼。金色神樂當天帶著狛千世和狒狒丸與斯皮德等人乘上船來到鬼島，救出差點被烏爾蒂用頭槌殺死的娜美。在宴會場上騎著狛千世奔馳，命令斯皮德、道佛戈、瞪羚人餵食敵人糰子，試圖運用果實能力將敵方戰力轉化成自己陣營，彌補人數上的差距，途中遇見BIG MOM還為她開心，向她訴說施捨小鎮被百獸海賊團破壞的事，讓BIG MOM不爽的使用霸王色霸氣纏繞揍試圖攻擊玉兒等人的培濟萬一拳。遭烏爾蒂抓傷後經由娜美、騙人布、狛千世援護逃走。
鬼島大戰落幕後，將斯皮德留在身邊並視為親人。同時拜小忍為師學習忍術，魯夫也約定等她學成就讓她上船。
果實能力設計來源取自桃太郎的故事。形象则取自于邪马台国的女王卑弥呼和仲哀天皇的皇后神功皇后以及阿伊努族的传说英雄人物四度内。
天狗山飛徹（Tenguyama Hitetsu）
玉兒的監護人，真面目就是光月鋤燒。
狛千世（Komachiyo，狛千代）
聲優：荒井聡太（日本）；宋克軍（台灣）
玉兒的護衛兼寵物狛犬，平常習慣讓玉兒騎在身上行動，被魯夫稱作「狗」。初登場時為保護玉兒而和海道旗下的惡棍大打出手，經由魯夫的協助和玉兒脫險，幫助魯夫帶著玉兒前往附近的城鎮求醫。在鬼島作戰期間幫助玉兒實行作戰計劃，被烏爾蒂用頭錘重傷。
角色設計原型取材自日本神社的狛犬。
狒狒丸（Hihimaru）
聲優：山田真一（日本）；符爽（台灣）
玉兒的寵物，原隸屬百獸海賊團，擅使刀的狒狒。偕同集團至海岸勘查時和狛千世大打出手，先是被魯夫的霸氣懾服，後來吃了玉兒用能力變出的糰子而成為玉兒的夥伴。在鬼島作戰期間幫助玉兒實行作戰計劃，被烏爾蒂和培濟萬擊敗。
角色設計原型取材自日本浮世繪畫家鳥山石燕的《今昔畫圖續百鬼》系列作品裡的妖怪狒狒。
文福君（Bunbuku）
本身是個茶釜，是飛徹珍愛的東西，為動物系「犬犬果實 狸貓型態」能力者。在獲得惡魔果實能力之後，格外喜歡飛徹和阿玉。如果把它放到火上，它會嫌燙，所以這隻寵物已經沒辦法再用來燒熱水。擁有兩顆圓圓和碩大的睾丸坐立在上，因此非常怕燙。
角色設計原型取材自取材自日本民間故事《分福茶釜》的主角狸貓僧侣守鹤和妖怪隐神刑部狸。

#### 施捨小鎮
阿鶴（Tsuru）
聲優：柿沼紫乃（日本）；許淑嬪（台灣）
年齡：55歲，生日：9月15日，身高：191公分，血型：F型，星座：處女座，出身地：和之國「花都」，喜歡的食物：三色糯米糰子。
九里「施捨小鎮」的茶館老闆娘，又稱「鶴女」（Tsurujo），有著浮世繪美人畫風格外型的女子，為人古道熱腸，與錦衛門是青梅竹馬的夫妻，和玉兒熟識。
因為海道進駐和之國後，將原屬於光月一族的農場據為己有，為謀生透過該農場買賣快壞掉的食材和貴族官吏拋棄的物資。上街期間遭海道旗下成員搶劫，獲索隆協助解危並贈酒答謝對方。為報恩而帶領魯夫等人至施捨小鎮歇息，委託小菊取藥給玉兒服用和告知一行人和之國的內幕，不慎被海道的部屬竊聽遭其襲擊，被魯夫等人所救。在魯夫一行人離開施捨小鎮後，仍在茶館繼續營業，並對飲用受汙染河水的村民和遭到頭山盜賊團打傷的五郎兵衛進行治療，也招待失去記憶的BIG MOM吃甜食。
名字取自丹顶鶴和日本童话白鹤报恩，形象则取自于平安时代天皇嵯峨天皇的皇后橘嘉智子和织田信长的妹妹阿市。
八女（Yame）
聲優：鶴田真希（日本）；連婉鈞（台灣）
九里「施捨小鎮」居民，與金坊為相依為命的母子。
母亲形象则取自于斩杀八岐大蛇之神素戋呜尊的妻子神明栉名田比卖。
金坊（Kinbo）
聲優：關根有咲（日本）；詹雅菁（台灣）
九里「施捨小鎮」居民，與八女為相依為命的母子。
孩子原型则取自于打鬼的英雄一寸法师和赖光四天王之一的金太郎。
阿蝶（Chocho）
聲優：斉藤貴美子、鶴田真希〈20年前〉（日本）；連婉鈞、許淑嬪〈20年前〉（台灣）
九里「施捨小鎮」居民，拿著念珠的老太婆，20年前見證光月時的臨終遺言，相信並等待光月家的人歸來。
名字取自于蝴蝶，形象则取自于日本神话中为日本武尊平定北海道波涛的妻子弟橘媛
語呂兵衛（Gorobe）
聲優：増谷康紀（日本）；宋克軍（台灣）
九里「施捨小鎮」居民，由於魯夫等人送來的食物遭酒天丸盜走，自身挺身對抗但受重傷，後來被阿鶴照顧。
名字取自于落语门派之一上方落語的创始人露の五郎兵衛，形象则取自于俳句大师松尾芭蕉和作家夏目漱石。

#### 博羅鎮
阿宏、若狹（Hiroshi、若Wakasa）
聲優：待查〈阿宏〉（日本）；宋克軍〈阿宏〉（台灣）
九里「博羅鎮」居民，經營食堂的老夫妻，飼養著一隻狸貓。
形象则取自于古事记作者椑田阿礼和初代总理大臣伊藤博文。
一鶴（Ikkaku）
聲優：宮崎寛務（日本）；宋克軍（台灣）
在九里「博羅鎮」相撲比賽解說者。
形象则取自于剑术流派一刀流剑客伊藤一刀斋和《罗生门 (小说)》的作者芥川龙之介。
羊羹（Yokan）
聲優：増谷康紀（日本）；孫中台（台灣）
在九里「博羅鎮」相撲比賽中治療被浦島打敗的傷員。
名字则取自于小吃羊羹，形象则取自于江户时代的兰学医生杉田玄白和《人间失格》的作者太宰治。
愛宕山（Atagoyama）
在九里「博羅鎮」參加相撲比賽力士，浦島的後輩。
名字则取自于爱宕山和爱宕神社，形象则取自于相扑力士兼横纲谷风梶之助。
第一之助（Inoichibannosuke）
聲優：不明（日本）；符爽（台灣）
九里「博羅鎮」消防擔當「い組（一組）」首領，形象则取自于天草四郎身边擅长火攻的将领[[森宗意軒和思想家福泽谕吉。

### 其他
古徹（Kotetsu）
和之國傳說中的刀匠。角色設計原型取材自明治维新時期新選組組長近藤勇的佩刀長曾禰虎徹的锻造者曾禰虎徹入道興里。

### 陽
陽（YOU）是平行線的和之國首都，由大名家族「鶲」所統理。是連載20週年與KYOTO的紀念特展「ONE PIECE ART NUE 大覺寺《魔獸與公主與誓言之花》」中出現，為「京都草帽一夥道中記～另一個和之國～」的特別篇故事。此舞台、故事、人物僅出現於展覽。
菊姫（Kikuhime）
和之國「陽大名」的公主，鶲的女兒，與虎次是童年玩伴。身材苗條、皮膚白皙、留著姬髮式髮型的年輕女子，繫著粉紅色的緞帶，穿著紅色的和服，上面有橙色的花朵圖案。
原本與寅次互相愛戀並且定下婚約，但寅次被雲雀誣陷殺害鶲，在寅次入獄後被迫與雲雀皇子定下婚約，但在婚禮儀式上被妖怪「鵺」擄走，而雲雀皇子請求草帽海賊團追擊「鵺」並救回菊姫。魯夫等人擊敗鵺後，菊姬被成功救回城裡，卻被雲雀告知父親死亡的真相，雲雀坦承自己是為達成自身目的而設局殺害鶲，試圖將得知真相的菊姫從陽台上扔下去，此時變身成鵺的寅次與魯夫趕到，及時救下菊姬。魯夫擊敗雲雀後，終於與寅次再次團聚並恢復昔日的生活，也舉行了感謝草帽海賊團的宴會，並與他們道別。
名字來源取自日本代表皇室的國花菊花。
虎次（Toratsugu）
和之國「陽」的花道師，與菊姫是童年玩伴，是一名身材適中、性格正直的年輕男子。
原本與菊姫互相愛戀並且定下婚約，因目睹雲雀皇子謀殺鶲，隨後被皇子誣陷涉嫌暗殺鶲而被判入獄，但他卻在行刑前失蹤，他逃出監獄沿路逃至海灘，肚子飢餓的虎次意外發現和服下惡魔果實，而成為 動物系幻獸種「鳥鳥果實 鵺型態」能力者，可以變身成鵺（日本傳說裡擁有猴面和燃燒的虎身，以及蛇的尾巴的魔獸）。後為躲避追緝而隱居在山上的廟裡，試圖擄走被雲雀強迫締結婚約的菊姫並想保護她，在與魯夫一場短暫的戰鬥之後，摔倒在山溝中，變回人類的樣貌和接受喬巴治療，轉而告訴草帽海賊團事情的真相並請求後者幫助他，相當信任並尊重草帽海賊團，其後與魯夫趕來救菊姫，魯夫也擊敗了雲雀，終於與菊姫再次團聚並恢復昔日的生活，也舉行了感謝草帽海賊團的宴會，並與他們道別。
鶲（Hitaki）
和之國「陽大名」，菊姫的父親，是一名身材矮小的中年男子，是個深受民眾愛戴的大名。在婚禮儀式前卻遭到雲雀皇子的暗殺。
名字來源取自鶲。
拉克（Lark）
和之國「陽」鄰國的皇子，是一名金髮碧眼、性格冷酷無情的男子，為獲取權位、地位而機關算盡，不惜除掉任何阻礙他的對象。腰上扛著一把劍，背上有弓箭和箭袋。
為奪取更高的權力，先暗殺陽之大名·鶲，並誣陷虎次為犯人將他送進監獄，試圖藉著和菊姫結婚，代替鶲治理陽。和菊姬舉辦婚禮儀式的期間時，虎次變身的鵺襲擊婚禮和擄走菊姬，為了救回菊姫而要求草帽海賊團追擊鵺。救回菊姫後，雲雀告知後者自己才是殺害她父親的真正犯人，以及自己透過聯姻奪權的真相，正準備將得知真相和失去利用價值的菊姬推下城去之時，虎次變身的「鵺」與魯夫趕到救下了菊姫，最後被魯夫一拳擊敗。
名字來源取自雲雀。

## 備註
1. ↑  漫畫911話小玉餵食糰子馴服霸山狒狒的事件，參考自民間傳說《桃太郎》主人翁分贈糰子給狗、猴子、雉雞並前往鬼島的橋段；該話裡小玉住處登場的狸貓茶壺取材自《分福茶釜》的主角狸貓。
2. ↑  魯夫等人於新世界冒險抵達和之國前，造訪過的非世界政府加盟國尚有毛皮族的佐烏（摩科莫公國）和BIG MOM海賊團的托特蘭（萬國）
3. ↑  但卻有不少能力者，包括黑炭大蛇、光月時、錦衛門、勘十郎、小忍、小玉等，和之國居民稱呼能力者為「妖術師」。
4. ↑  此處於龐克哈薩克篇錦衛門的口述與多雷斯羅薩篇堪十郎的對白提及。
5. ↑  有讀者於單行本92卷詢問為何女性穿上和服後，原本傲人的胸部就消失了，作者解釋自己以前不太懂和服，因此也畫過像平常一樣突出胸部的和服女性，後經由某個研究和服的讀者提醒，體會到就算是胸部很大的人，穿上和服時遮住胸部的凹凸感這種畫法才是能夠描繪出優美身形的竅門。
6. ↑  漫畫中桃之助出身於船上，之後他才回到和之國，如以血統主義才是和之國「九里」。
7. ↑  和之國第二幕故事落幕後，以不帶狐狸面具的神秘人，彈著三味線登場。
8. ↑  漫畫938話頁末地圖顯示帶著小南逃亡的這位女性為小紫。
9. 1 2 3 4 5 6 7 8 9 10 11 12  《ONE PIECE》漫畫第96卷SBS詢問專欄。
10. ↑  東立譯名為「服裝果實」。
11. ↑  和之國篇動畫片頭將狂死郎與其他紅鞘九俠放在一起，暗示他的真實身分，漫畫第973話中揭曉真面目就是傳次郎。
12. ↑  《ONE PIECE》漫畫第97卷SBS詢問專欄。世界黄瓜日
13. ↑  按古代传统时当家的继承人统一以男性称呼继承人，如第一王子的叫法。